# جون لوك
جون لوك (29 أغسطس 1632 - 28 أكتوبر 1704) (بالإنجليزية: John Locke)‏ هو فيلسوف تجريبي ومفكر سياسي إنجليزي. ولد في عام 1632 في رنجتون في إقليم سومرست وتعلم في مدرسة وستمنستر، ثم في كلية كنيسة المسيح في جامعة أوكسفورد، حيث انتخب طالباً مدى الحياة، لكن هذا اللقب سحب منه في عام 1684 بأمر من الملك. وبسبب كراهيته لعدم التسامح البيورتياني عند اللاهوتيين في هذه الكلية، لم ينخرط في سلك رجال الدين. وبدلاً من ذلك أخذ في دراسة الطب ومارس التجريب العلمي، حتى عرف باسم (دكتور لوك).
درس جون لوك في كنيسة المسيح في أكسفورد وأصبح طبيباً ومستشاراً للايرال أوف شافتسبري. ثم تحّول إلى الفلسفة، فأنتج طوال فترة عملية غير قصيرة مؤلفاً قيِّماً في موضوع المشكلات التي يستطيع الفهم البشري التعاطي بها.
وقد تولى لوك عدداً من المناصب الحكومية، ولكنه فقد حظوته لما نُفي شافتسبري عام 1683م، ولكن الملك ويليام الثالث ملك إنجلترا رحّب بعودته وعيّنه مستشاراً للحكومة في ميدان سكّ النقد.
في عام 1667 أصبح طبيباً خاصاً لأسرة أنتوني آشلي كوبر (1621-1683) الذي صار فيما بعد الإيرل الأول لشافتسبري، ووزيراً للعدل، ولعب دوراً خطيراً في الأحداث السياسية العظيمة التي وقعت في إنجلترا ما بين سنة 1660 وسنة 1680. لعبت علاقة لوك باللورد آشلي دوراً كبيراً في نظرياته السياسية الليبرالية. وكان اللورد آشلي يتمتع بنفوذ كبير في إنجلترا إذ كان يمثل المصالح السياسية لرؤوس الأموال التجارية في لندن، وتحت تأثير اللورد آشلي كتب لوك في (1689–1692) مقالاً خاصاً بالتسامح (On Toleration) راجع فيه أفكاره القديمة الخاصة بإمكانية تنظيم الدولة لكل شؤون الكنيسة.
اعتقد الكثيرون لمدة طويلة ان لوك كتب أشهر مقالتين سياسيتين نشرتا في عام 1690 بعنوان «مقالتان عن الحكومة» (Two Treatises on Government) تأييداً لثورة 1688 الكبرى. وهناك وجهة نظر تقول إن المقالتين موجهتان ضد فيلمر (Filmer) وليس ضد هوبز كما كان يظن البعض. وهاجر لوك إلى هولندا عام 1683 بسبب ملاحقة الشرطة له، وذلك لاتصالاته الوثيقة باللورد آشلي، الذي كان معارضاً للقصر وبقي هناك حتى عام 1689، وفي هولندا كتب لوك عدة مقالات منها:
مقال خاص بالفهم البشري (Essay Concerning Human Understanding) وبعض الأفكار عن التربية وأخرى عن التسامح. وعندما جاءت الثورة الكبرى، استطاع لوك العودة إلى إنجلترا. وقد رفضت الجامعات القديمة فلسفته الحسية وآراءَه الليبرالية. ومع ذلك فقد عاصر شهرته الكبرى التي انتشرت في أنحاء العالم. وتوفي عام 1704.
كان لجون لوك دور كبير غير مباشر في الثورة الأمريكية إذ أن كتابه ((رسالتان في الحكم)) كان محط إعجاب الأمريكيين وكانت من ضمن آرائه في الكتاب أن الوظيفة العليا للدولة هي حماية الثروة والحرية ويجب على الشعب تغيير الحكومة أو تبديلها في
حالة عدم حفظها لحقوق الشعب وحريته، وقد ساهمت آرائه في زيادة وعي الأمريكيين الذين اعتنقوا آرائه وقرروا تنفيذها.ومن أشهر عباراته الفلسفية«الأفكار الجديدة هي موضع شك دائماً.... وتتم مقاومتها غالباً... لسبب أنها لم تصبح شائعة بعد»

## نشأته

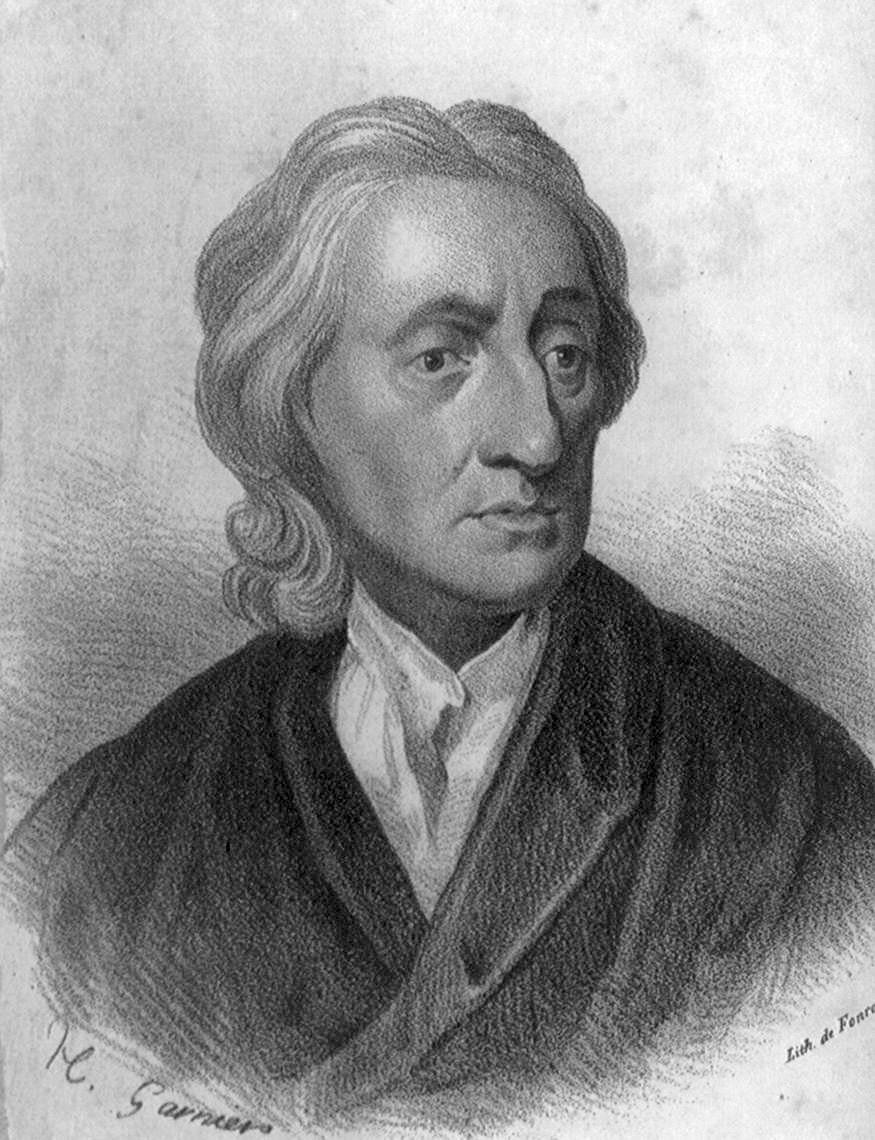
جون لوك

ولد جون لوك أثراً في رنجتون بالقرب من برستول، في نفس العام الذي ولد فيه سبينوزا. ونشأ وترعرع في إنجلترا التي قامت فيها ثورة دامية وقتلت مليكها، وأصبح الصوت المنادي بثورة سلمية وعصر يسوده الاعتدال والتسامح، ومثل التسوية الإنجليزية في أحكم صورة وأفضلها. كان أبوه محامياً بيوريتانياً ناصر مع شيء من التضحية قضية البرلمان، وشرح لابنه نظريتي سيادة الشعب والحكومة النيابية، وبقي لوك مخلصاً لهذه الدروس مؤمناً بها، شاكراً معترفاً بفضل أبيه في تعويده على الرصانة الدروس مؤمناً بها، شاكراً معترفاً ليدي ماشام عن والد لوك أنه:- سلك معه في صغره نهجاً تحدث عنها الابن فيما بعد في استحسان بالغ. ذلك أنه كان قاسياً عليه بإبقائه في رعب شديد منه، وعلى أبعد منه، حين كان صبياً. ولكنه كان يخفف من هذه القسوة شيئاً فشيئاً حتى استوى جون رجلاً، آنس منه رشداً ومقدرة فعاش مع صديقاً حميماً (104).
درس جون لوك في أكسفورد الأرسطوطاليسية والهندسة والبلاغة واليونانية والمنطق وعلم الأخلاق. ثم أصبح محاميا في مدينة أكسفورد. وجدير بالذكر كانت هناك في ذلك الوقت منافسة كبيرة بين أكسفورد وكمبردج. كان يسيطر على أكسفورد أتباع أرسطو، بينما أتباع أفلاطون كانوا يسيطرون على كمبردج، مع العلم أن الصراع بين الأرسطوطاليسية والأفلاطونية اخترق كل تاريخ الفلسفة. لكن البروفيسور روجيه وولهاوس، أحد كبار المختصين بالفكر الحديث عموما وفلسفة جون لوك على وجه الخصوص، يرى أن الفلسفة الحديثة أي فلسفة فرانسيس بيكون وتوماس هوبز ورينيه ديكارت كانت قد نقدت بشدة فلسفة أرسطو وأفلاطون وفتحت مجالاً جديداً كلياً للمعرفة. وبالتالي فقد استفاد من ذلك كله جون لوك وبنى عليه نظرياته الفلسفية والسياسية.وفي مدرسة وستمنستر أرهق باللاتينية واليونانية والعبرية والعربية، ومن الجائز أنه لم يسمح له بشهود إعدام تشارلز الأول ملك إنجلترا (1649) في ساحة قصر هويتهول القريب من المدرسة، ولكن هذه الحادثة تركت أثراً في فلسفته. وعوقت اضطرابات الحرب الأهلية التحاقه بكلية كريست في أكسفورد حتى بلغ العشرين من عمره. وهناك درس أرسطو مصوغاً في قوالب سكولاسية باللاتينية، كما درس مزيداً من اليونانية، وبعض الهندسة والبلاغة، وكثيراً من المنطق وعلم الأخلاق، لفظ معظمها فيما بعد، على انها عتيقة مهجورة موضوعاً. غير مستساغة ولا مقبولة شكلاً. وبعد حصوله على درجة الماجستير (1658) بقي بكليته باحثاً في الدراسة العليا، يدرس ويحاضر. ووقع لبعض الوقت في غرام «سلبني عقلي (105)»، ثم استرد عقله وخسر عشيقته. ولم يتزوج لوك قط، مثله في ذلك مثل كل فلاسفة هذا العصر تقريباً- مالبرانش، بل، فونتنل،هوبز، سبينوزا، ليبتنز. ونصحوه بالالتحاق بإحدى وظائف الكنيسة، ولكنه تردد وقال: «إذا رقيت إلى مكان قد لا أستطيع أن أملأ فراغه فإن الهبوط منه لن يكون إلا سقوطاً مروعاً يسمع له دوي شديد (106)».
درس لوك الطب وقرأ ديكارت وولع بالفلسفة وأحس بسحرها. ثم عمل كطبيب خاص لأنطوني آشيلي كوبر والذي أصبح أرل شافتسبري الأول وعضو الوزارة أيام شارل الثاني. حافظ جون لوك في نفس الوقت على منصبه كباحث ومدرس ومحاضر في أكسفورد ولكن مع ذلك وجد نفسه غارقا في خضم السياسة الإنكليزية. ويروي ول ديورانت أن الطبيب لوك أنقذ حياة شافتسبري حيث أجرى له عملية بارعة لاستئصال ورم خبيث وساعد في المفاوضات لإتمام زواج ابن شافتسبري، وسهر على زوجة ابنه أثناء الوضع، وأشرف على تعليم حفيده، خليفته في الفلسفة. ويذكر هذا الحفيد، أرل شافتسبري الثالث أن:
«مستر لوك حظي بتقدير كبير لدى جدي، حتى وأنه وقد عرف بالتجربة أنه عظيم في الطب، رأى أن هذا جانب صغير من جوانب عظمته، وشجعه على الاتجاه بأفكاره إلى منحى آخر، ولم يسمح له بمزاولة الطب إلا في أسرته أو من قبيل العطف أو الرحمة بصديق حميم. وهيأه لدراسة المسائل الدينية والمدنية التي تهم البلاد، وكل ما يتصل بمهمة الوزير في الدولة. وقد أحرز في هذا نجاحاً كبيراً حدا بجدي إلى أن يتخذ منه صديقاً يسأله المشورة في أية قضية من هذا النوع.»
أحس جون لوك بالخطر لما أثارته قصة القبض على صاحبه شافتسبري وهربه من السجن ثم فراره إلى هولندا من شبهات الملكيين حول أصدقائه. فلجأ لوك كذلك إلى هولندا. واختبأ هناك واتخذ لنفسه اسما آخر، وبعد سنة أرسل له الملك جيمس الثاني عرضا بالعفو ولكنه آثر البقاء في هولندا.
عاش لوك في أمستردام وروتردام وأوترخت ست سنوات ونشأت بينه وبين بعض العلماء الهولنديين علاقة صداقة، مثل جين لي كلرك وفيليب فان لمبروخ وكذلك مع اللاجئين الإنكليز في هولندا ولاقى كل تشجيع وترحيب لآرائه في سيادة الشعب والحرية الدينية. وحسب ديورانت كتب لوك هناك كتب «بحث في العقل الإنساني» والمسودات الأولى لأبحاثه في التعليم والتسامح الديني. وفي 1679 عاد لوك إلى إنجلترا وإلى شافتسبري، ولكن الأرل زج بنفسه أكثر فأكثر في غمار الثورة، فآوى لوك إلى أكسفورد حيث أستأنف الدرس والبحث. وأثار القبض على شافتسبري وهربه من السجن ثم فراره إلى هولندا شبهات الملكيين حول أصدقائه. وانبث الجواسيس في أكسفورد للقبض على لوك متلبساً بما يمكن أن يكون أساساً لتقديمه إلى المحاكمة (109). فلما أحس بالخطر وتنبأ باعتلاء عدوه جيمس الثاني عرش إنجلترا، فإنه كذلك لجأ إلى هولندا (1683). على أن ثورة دوق مونموث القصيرة الأجل التي ماتت في مهدها (1681) استنفرت الملك جيمس الثاني إلى أن يطلب من الحكومة الهولندية تسليم خمسة وثمانين لاجئاً إنجليزياً بتهمة اشتراكهم في المؤامرة لقلب عرش الملك الجديد. وكان من بينهم لوك، فاختبأ وأتخذ اسماً زائفاً. وبعد سنة أرسل إليه جيمس عرضاً بالعفو عنه ولكنه آثر البقاء في هولندا. وأقام في أوترخت وأمستردام وروتردام، حيث لم يستمتع بصداقة الإنجليز اللاجئين فحسب، بل سعد كذلك بصداقة العلماء الهولنديين مثل جين لي كلرك وفيليپ ڤان لمبروخ، وكلاهما من زعماء اللاهوت الإرميني المتحرر. وفي هذا الوسط وجد لوك تشجيعاً كبيراً لآرائه في سيادة الشعب والحرية الدينية. وهناك كتب «بحث في العقل الإنساني»، والمسودات الأولى لأبحاثه في التعليم والتسامح الديني.
تجارته للعبيد
في 1671
كان أكبر المستثمرين في تجارة العبيد الإنجليزية في «الشركة الأفريقية الملكية» التي كانت تتاجر في العبيد من غرب أفريقيا وكانت تهجر بين 90000 - 100000 أفريقى كعبد.
و يقول مارتن كوهين: كان لوك رجل من ستة رجال مسئولين عن ايجاد وحكم المستعمرات الجديدة في أمريكا وقوانينها الجائرة والعبودية الظالمة فيها.
لذا يرى البعض كلماته عن الملكية غير المحدودة كمسوغ لإحلال السكان الأصليين لأمريكا.
و يرى مفكرون أن معارضته للأرستقراطية والعبودية في أشهر كتاباته تتعارض مع سيرته الذاتية وتجارته الواسعة في العبيد واستعبادهم وأنها محض نفاق.
وفي 1687
اشترك في مؤامرة لإحلال وليم الثالث محل جيمس الثاني على عرش إنجلترا (110). فلما نجحت حملة نائب الملك في هذه المغامرة أبحر لوك إلى إنجلترا (1689) على نفس السفينة التي أقلت الملكة المقبلة ماري (111). وقبل مغادرة هولندا كتب باللاتينية إلى لمبروخ رسالة تفيض بأحر العواطف. مما يدحض أو يصبح ما ظن من أن اعتداله المألوف نبع من برودة طبعه:
إني إذا أرحل عنكم، أكاد أشعر إني أفارق بلادي وعشيرتي وأهلي فإن كل شيء يتعلق بالقرابة والسنة الحسنة والحب والشفقة- كل ما يربط الناس بعضهم ببعض بوشائج قوى من رابطة الدم- وجدته بينكم موفوراً. إني أترك ورائي أصدقاء لا سبيل إلى نسيانهم أبداً. ولن أودع الرغبة في سنوح الفرصة لأستمتع ثانية بالرفقة الحقه لأصدقاء، لم اشعر وأنا بينهم بأي حنين أو رغبة، حيث كنت بعيداً عن ارتباطاتي الخاصة، وأعاني من أشياء كثيرة، أما أنت يا أفضل الرجال وأعزهم وأنبلهم، فإني حين أفكر في علمك وحكمتك وشفقتك وصراحتك وإخلاصك ورقتك ودماثة خلقك، يتضح لي إني وجدت في صداقتك أنت وحدك ما يجعلني أبتهج دوماً لأني أرغمت على قضاء هذا العديد من السنين في رحابك.
– لوك
وفي إنجلترا التي تولى فيها أصدقاء لوك مقاليد الحكم، تقل الفيلسوف عدة مناصب رسمية. ففي 1690 كان مفوض الاستئناف، وفيما بين 1696- 1700 كان مفوض التجارة والزراعة، وكان صديقاً حميماً لجون سومرز النائب العام، وشارل مونتاگو إرل هاليفاكس الأول، واسحاق نيوتن الذي ساعده لوك في إصلاح العملة. وبعد 1691 قضى معظم وقته في أوتس مور في أسكس مع سير فرانسيس ماشام وقرينته ليدي داماريس ماشام إحدى بنات رالف كودورث. وظل في هذا الركن الهادئ يكتب وينقح ما كتب حتى وافته المنية
وفي 1661 مات والده بالسل، تاركاً له ثروة ضئيلة ورئتين ضعيفتين. ودرس الطب ولكنه لم يحصل على درجة فيه إلا في 1674. وفي الوقت نفسه قرأ ديكارت، وأحس بسحر الفلسفة حين تحدثت في جلاء ووضوح. وساعد روبرت بويل في تجاربه المعملية، وملأه الإعجاب بالمنهج العلمي. وفي 1667 تلقى دعوة للحضور والإقامة في قصر إكستر ليكون طبيباً خاصاً لأنطوني آشيلي كوبر.
ولمدة عامين (1673- 1675) اشتغل لوك سكرتيراً لمجلس التجارة والزراعة (المستعمرات) الذي كان يرأسه شافتسبري. وساعده على وضع دستور لكارولينا التي أسسها شافتسبري وكان أكبر ملاك الأرض فيها. ولم تطبق هذه «النظم الأساسية» في المستعمرة بصفة عامة، ولكن حرية الضمير التي تضمنتها هذه النظم لقيت قبولاً حسناً إلى حد كبير لدى المستوطنين الجدد (108).
ولما تخلى شافتسبري عن مهامه السياسية 1675 جال ولك ودرس في فرنسا حيث التقى هناك بفرانسوا برنييه الذي أظهره على فلسفة جاسندي التي وجد فيها رفضاً معقولاً «للأفكار الفطرية» وهي مقارنة عقل الطفل الذي لم يولد باللوح النظيف الخالي من أي شيء، والجملة المأثورة التي نقلت فيما بعد عبر القنال الإنجليزي: «ليس ثمة شيء موجود في العقل إلا كان موجوداً أولاً في الحواس».
عندما عاد لوك من هولندا كان يناهز السادسة والخمسين من العمر. يقول المؤرخ والفيلسوف ديورانت في كتابه الرائع «قصة الحضارة»: كان لوك قد بلغ السادسة والخمسين من العمر حيث عاد من منفاه. ولم يكن قد نشر سوى بعض مقالات قليلة الشأن، وخلاصة بالفرنسية «للمقال» في المكتبة العالمية التي كان يصدرها لي كلارك ولم يكن يعرف عن اشتغاله بالفلسفة إلا نفر قليل من أصدقائه. وما هي إلا سنة واحدة، هي «سنة العجائب»، حتى دفع إلى المطبعة ثلاثة كتب سمت به إلى مصاف الشخصيات البارزة الكبرى في عالم الفكر في أوروبا. وظهرت «رسالة عن التسامح» في مارس 1689، في هولندا، ثم ترجمت إلى الإنجليزية في الخريف. وأعقبتها في 1690 «رسالة ثانية عن التسامح». وفي فبراير 1690 أصدر مقاليه عن «الحكم المدني»، وهما حجر الزاوية في النظرية الحديثة للديمقراطية في إنكلترا وأمريكا، وبعد شهر واحد أخرج كتابه «بحث في العقل الإنساني»، وهو أعظم المؤلفات أثراً في علم النفس الحديث. وعلى الرغم من إتمامه هذا الكتاب الأخير قبل مغادرته هولندا فإنه عجل بطبع مقالي «الحكم المدني» قبله، لأنه كان تواقا إلى تزويد الثورة الجليلة بأساس فلسفي.

## فلسفته

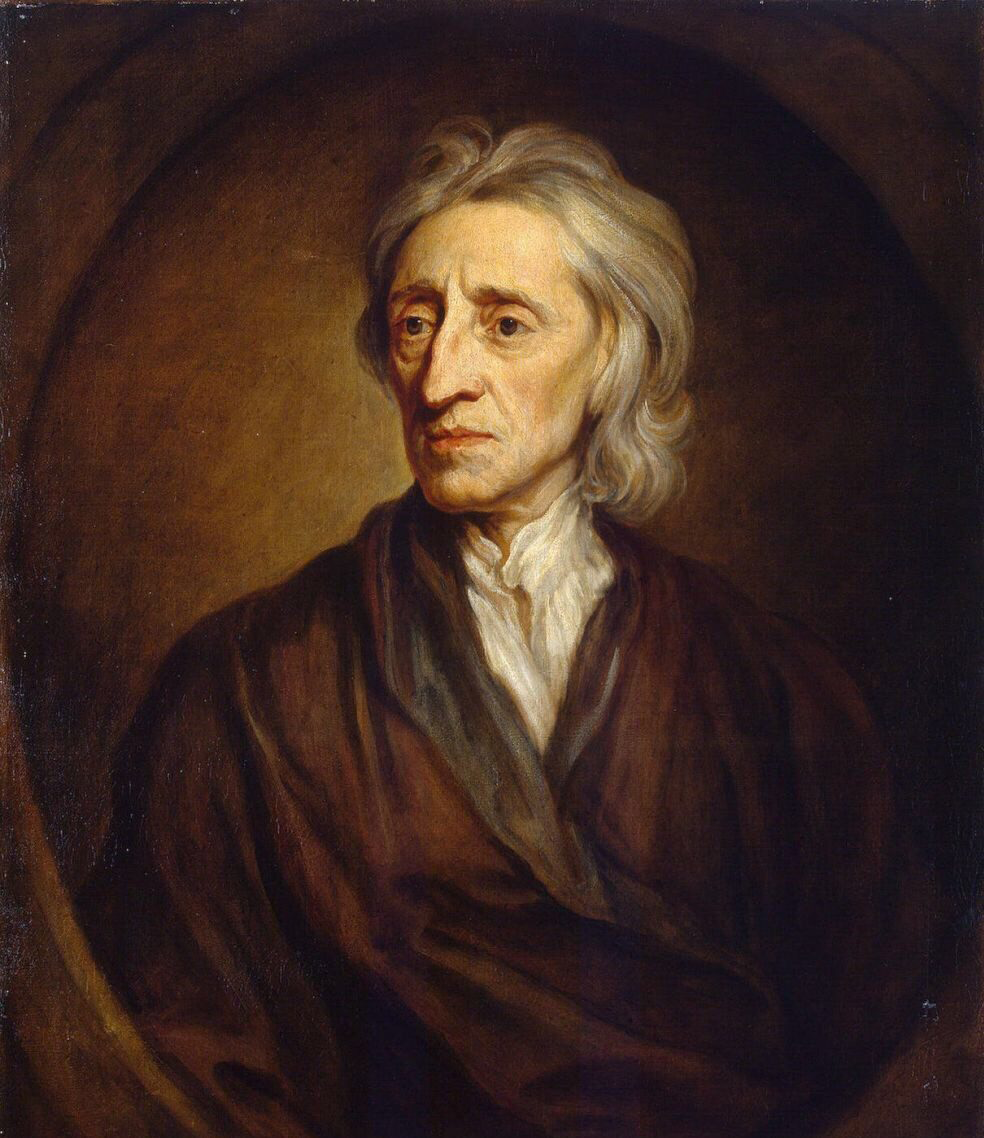
جون لوك

لقد كان لوك فيلسوفا تجريبيا حسيا ومن أكبر أعمال لوك مقال عن الفهم الإنساني الذي يشرح فيه نظريته حول الوظائف التي يؤديها العقل (الذهن) عند التعرف على العالم.
اشتهر جون لوك زعيم الحسيين بعبارته المشهورة:"إذا سألك سائل: متى بدأت تفكر؟ فيجب أن تكون الإجابة: عندما بدأت أحس".لقد سلم لوك بعجز العقل البشري وقصوره عن معالجة ما يتجاوز حدوده وإمكانياته وقد وضح ذلك في معظم كتبه ولا سيما كتابه (مقال في الفهم الإنساني) وكتابه (عن العقل البشري)وخلاصتهما أن العقيدة السائدة قبل لوك هي أن العقل البشري يشتمل على بعض الأفكار الفطرية الموروثة منذ الولادة دون أن يكتسبها العقل من التجارب التي تمر به أثناء الحياة ولقد بلغ من رسوخ هذا المذهب في نفوس أنه لم يكن يستهدف حتى لمجرد البحث والجدل.وكان ديكارت من أشد المدافعيين عن صحته وتبوته، أما لوك فيقابل هذا التسليم الأعمى بوجود الآراء الفطرية بأشد الإنكار.ويقول في ذلك "انها ((أي الأفكار الفطرية))ليست مطبوعة على العقل بطبيعتها، لأنها ليست معرفة بالنسبة للأطفال والبلهاء وغيرهم.
ظهرت فلسفة لوك في عصر الحرب الأهلية الإنجليزية، بين الملك والبرلمان، وكان الملك يمثل الطبقة الأرستقراطية التي كانت تهدف المحافظة على مكتسباتها الوراثية ووضعها المتميز داخل المجتمع والدولة، والبرلمان يمثل البرجوازية الصاعدة، أي طبقة التجار ورجال المال والأعمال والصناعة. انتهت هذه الحرب بانتصار البرلمان، وبتقييد سلطات الملك حتى أصبح يملك وحسب ولا يحكم. وقد اتصف ذلك العصر بالاضطراب والفوضى في كل النواحى الاجتماعية والثقافية والسياسية، وما يميز كل مرحلة انتقالية بين نظام قديم ونظام جديد. أراد لوك أن يحافظ على ثبات واستقرار المجتمع الإنجليزي، وأراد كذلك المحافظة على النتائج التي أسفرت عنها الثورة، أي الجمع بين النظام الملكي والنظام البرلماني في نفس الوقت (3)، والمحافظة على التوازن بينهما، وبالتالى التوازن بين الأرستقراطية والبورجوازية.
ولذلك اشتهر لوك بنظريته السياسية التي تجمع في نفس الوقت بين حق الملكية الذي يحافظ على الحقوق المتوارثة للأرستقراطية والحقوق المكتسبة حديثاً للبورجوازية، وبين مفهوم الحكومة المدنية التي تعتمد على توازن القوى وتوزيع السلطات. والحق أن هذا كان مفهوم الإنجليز عن الاستقرار، فهو توازن ومحافظة على أملاك كل الطبقات. ومن الناحية الفكرية أراد لوك مواجهة الحماس الزائد الذي يصل إلى حد التهور والملازم لصعود أي طبقة جديدة. وكان يمكن أن تؤدى مواجهة البرجوازية للسلطات الكهنوتية للكنيسة أن تعصف بالدين، ولذلك أراد لوك أن يحافظ على الإيمان وفي نفس الوقت يعبر عن نظرة البورجوازية الفكرية والمتمثلة في اعتماد العقل حكماً في كل شئون الحياة والخبرة التجريبية التي وضعها أساساً لفلسفته. وكان يمكن لتجريبية لوك أن تذهب به إلى حد الإطاحة بالأديان من جراء عداء كل مذهب تجريبى للأفكار المسبقة واعتماده على الخبرة التجريبية التي تكبح جماح العاطفة، وأولها العاطفة الإيمانية؛ لكن تتميز تجريبية لوك بأنها جمعت بين عمل العقل والتجربة من جهة، وعلى الإيمان والوحي من جهة أخرى. وهذا هو جوهر الفرق بينه وبين هيوم، الذي سار على المنهج التجريبى إلى نهاياته المنطقية حيث وضع الإيمان والوحي والمعجزات تحت محكمة العقل ورفض الميتافيزيقا وقيد من سعى العقل المستمر نحو تجاوز الخبرة التجريبية في اتجاه المثاليات. وهكذا ظهرت فلسفة لوك على أنها تضع للعقل حدوداً مزدوجة، من الخبرة التجريبية ومن الإيمان والوحى.
ومذهب لوك تجريبى لا لأنه يرفض العقل، إذ هو يضع للعقل مكاناً مركزياً في المعرفة، بل لأنه يقيد العقل بالتجربة، وذلك عكس فلاسفة التيار العقلانى: ديكارت ولايبنتز وسبينوزا، الذي تحرر العقل عندهم من أي تجربة ووصل إلى المثالية. والحقيقة أن لوك عندما يضع الخبرة التجريبية باعتبارها المصدر الأساسى للمعرفة والضابط الأول للعقل فإنما يعبر بذلك عن الخبرة العملية للبرجوازية، ذلك لأن هذه الطبقة هي طبقة رجال التجارة والمال والأعمال والصناعة، الطبقة التي صنعت نفسها وثروتها بالانشغال في العمليات الاقتصادية الجزئية واليومية، وهي كلها عمليات تنظر إلى العمل وإنتاج هذا العمل على أنه دعامتها الأساسية. إن الخبرة التجريبية في فلسفة لوك هي التعبير الفلسفى والإبستمولوجى عن الخبرة العملية للبورجوازية، ورفضه للأفكار الفطرية تعبير عن رفضه الاجتماعى والاقتصادى لكل حق موروث لم يأت نتيجة للعمل وبذل الجهد والانغماس في تفاصيل الحياة اليومية. ولذلك نرى أن وراء نظرية لوك في المعرفة، ووراء عناصر فلسفته، يكمن موقف اجتماعى معين يعبر عن طبقة صاعدة، البورجوازية، في مواجهة طبقة أخرى ذات حقوق موروثة، أو فطرية، وهي الأرستقراطية، وهذا هو مغزى تجريبيته ورفضه للأفكار الفطرية.

## نظرية المعرفة باعتبارها مُدخلًا فلسفيًا
إن الذي حفز لوك نحو إقامة فلسفة جديدة هو انشغاله بالأسئلة الفلسفية التقليدية المتعلقة بالنفس والعالم والألوهية. لكن بدلاً من انطلاقه نحو البحث في هذه المشكلات بدأ بطريق لم يطرقه قبله معظم الفلاسفة، وهو البحث في المعرفة الإنسانية (4). وكان مبرره في هذا أن أي آراء حول مشكلات الفلسفة هي نمط من المعرفة، ولذلك فقبل أن نبدأ في البحث في المعرفة الإنسانية يجب أولاً البحث في أداة هذه المعرفة وهي الفهم البشرى. ولهذا السبب يعد لوك أول من نظر إلى البحث في طبيعة المعرفة الإنسانية على أنه النقطة التي يجب الانطلاق منها قبل البحث في موضوعات المعرفة ذاتها. وهكذا كان لوك هو أول واضع لمبحث الابستمولوجيا أو نظرية المعرفة (5). والحقيقة أن الإجابة عن مشكلات الفلسفة التقليدية مثل طبيعة النفس والعالم والألوهية والأخلاق لم تشكل عند لوك الأولوية الأولى في فلسفته وحلت محلها مهمة إقامة نظرية في المعرفة، حتى أصبحت نظرية المعرفة عنده ذات الأولوية القصوى. صحيح أننا نجد لدى لوك آراء حول الجوهر والسببية والنفس والعالم والألوهية والأخلاق والسياسة، إلا أن آراءه حول هذه الموضوعات كانت نتيجة ثانوية للمبادئ التي وضعها في صورة نظرية في المعرفة.
سبق لديكارت أن بحث في إشكالية المعرفة، لكنه بحث هذا ظل مقيداً بالطابع الميتافيزيقى لفلسفته، إذ شغلته إشكاليات العلاقة بين الفكر والامتداد، والنفس والجسم، وإثبات وجود الأنا أفكر ووجود العالم والألوهية وبساطة وخلود النفس. أما لوك فيتميز عن ديكارت في أنه
لم يجعل قضية العلاقة بين النفس والجسم تعيقه عن مهمة البحث في الفهم الإنسانى. بدأ لوك بتناول عناصر الفهم الإنسانى مباشرة، من إدراكات حسية وأفكار وإحساسات وتصورات، دون أن يشغل نفسه كثيراً بالبحث في فسيولوجيا الذهن ذات الطابع السيكولوجى أو في الطبيعة العضوية للإدراك الحسى، وكان كل ما يهمه في المعرفة الإنسانية هو كيفية حدوث المعرفة للفهم البشرى، لا الطبيعة العضوية للتفكير والتي توقع دائماً في إشكالية الارتباط بين النفس والجسم.
ينقسم كتاب المقال إلى أربعة أجزاء: الأول عن الأفكار الفطرية، والثانى عن الأفكار، والثالث عن الكلمات، والرابع عن المعرفة (6). في الجزء الأول ينتقد لوك الرأى القائل بالأفكار الفطرية بناء على أن الخبرات البشرية متعددة، وأن ما هو فطرى بالنسبة للبعض ليس كذلك بالنسبة للبعض الآخر، وأن أجناساً بشرية مختلفة تعتنق أفكاراً مختلفة وتعتقد في أنها فطرية، وأن البشرية كلها ليست مجتمعة على القول بأفكار فطرية واحدة. هناك شعوب لا تعتقد في وجود هذه الأفكار في الأصل، وهذا دليل على أنه ليس هناك إجماع بشرى عام على أفكار فطرية واحدة، إذ لو كانت هذه الأفكار الفطرية موجودة لكانت كل البشرية تعتقد فيها.
لا ينشغل لوك بفحص الذهن البشرى ذاته من حيث تركيبه العضوى أو من حيث العمليات العقلية التي يقوم بها، بل ينطلق مباشرة نحو فحص عناصر المعرفة في الذهن البشرى من إحساسات وإدراكات وأفكار وكلمات (7). وهو يذهب إلى أن لكل الأفكار أصلها في الحواس باعتبارها المصدر الأول لتلقى الانطباعات والإدراكات. والأفكار عنده هي ما يشكل كل المعرفة الإنسانية، ولذلك ينطلق نحو البحث في «كيفية حضورها للذهن» ولا يجد سبيلاً تأتى به الأفكار إلى الذهن البشرى
إلا عبر الإدراكات التي مصدرها الحواس. ولأن لوك قد رفض نظرية الأفكار الفطرية فقد ذهب إلى أن كل أفكارنا ترجع إلى الخبرة التجريبية. وعلى الرغم من ذلك فقد تمسك بمعنى واحد فقط للفطرية، فليست الأفكار هي الفطرية عنده بل ملكات الذهن من تذكر وتخيل ودمج بين الأفكار وبعضها، وكذلك الرغبة والإرادة.
يبدأ لوك كتابه بتوضيح الهدف من تأليفه، ويذهب إلى أن الفهم هو الملكة التي تميز الإنسان عن باقى الكائنات الحية، ولذلك فإن البحث فيها له الأولوية القصوى، ذلك لأنه كما أن العين هي وسيلة الإنسان لرؤية الأشياء، فإن الفهم هو وسيلته في الإدراك والمعرفة (8). وقبل أن ينشغل الفيلسوف بإنتاج أي نوع من المعرفة فإن الأولى هو البحث في الفهم الذي هو أداة المعرفة. وهكذا يفتح لوك مجالاً جديداً للبحث الفلسفى يختلف عن مجالات الفلسفة التقليدية، إذ كان كل مذهب فلسفى سابق يبدأ مباشرة بالبحث في قضايا الوجود وطبيعة الإنسان ومفهوم الحقيقة وواقعية العالم الخارجي ... إلخ، لكن يتوقف لوك عن وضع قضايا تخص هذه الموضوعات التقليدية كى يبدأ أولاً بالبحث في أداة المعرفة. وبالتالى فإن المبحث الأول في الفلسفة عند لوك يجب أن يكون بحثاً في المعرفة الإنسانية، حدودها ونطاقها وإمكانياتها. وبذهب لوك إلى أن الفهم الإنسانى يشتغل على موضوعاته مباشرة دون ملاحظة نشاطه ذاته، وما يجب البدء به هو وضع هذا الفهم الإنسانى نفسه موضع البحث.
وعلى الرغم من أن هدف البحث عند لوك هو الفهم الإنسانى،
إلا أنه لن يتناوله من منطلق دراسة فسيولوجية لوظائف المخ البشرى، ولن يبحث في الحواس أو في كيفية إدراكها للأشياء، بل سينطلق مباشرة إلى الكشف عن مكونات الفهم الإنسانى من أفكار بسيطة وأفكار مركبة، وصفات أولية وصفات ثانوية، والبحث في كيفية إدراكه لمفاهيم مثل الجوهر والسببية والصفات والأحوال. وسوف يكون منهج لوك في بحثه هو تتبع أصل الأفكار أو المفاهيم إلى مصادرها الأولى التي هي الإدراكات الحسية. وهدفه من ذلك هو بيان الحدود القصوى التي يمكن أن تصل إليها المعرفة البشرية، والتمييز بذلك بين المعرفة الصادقة ومجرد الرأى والاعتقاد (9). وإذا وصل لوك إلى نطاق معرفى يتعدى قدرات الفهم الإنسانى فسوف يتوقف عن البحث فيه لأنه يتجاوز هذه القدرات، ويقصد بذلك موضوعات الميتافيزيقا التي لا تخضع للحواس أو الإدراك الحسى وتتجاوز بذلك حدود ما يمكن أن يعرفه الإنسان بوضوح وصدق ويقين. ذلك لأن لوك يعتقد في أن المعرفة الواضحة هي المعرفة المرتبطة بقدرات الفهم الإنسانى المرتبطة بالإدراك الحسى، أما المعرفة الميتافيزيقية فهى في نظره غامضة ومشوشة دائماً لأنها لا تعتمد على أي مصدر تجريبى. ويهدف لوك من ذلك إلى إمداد المعرفة بمقياس يستطيع الإنسان به التفريق بين المعرفة الواضحة والمعرفة الغامضة أو المشوشة، والتمييز بين الصدق واليقين من جهة والرأى والاعتقاد من جهة. وما دفع لوك نحو ذلك ما لاحظه من اختلاف المفكرين حول موضوعات المعرفة وعدم قدرتهم على الوصول إلى اليقين في موضوعات الميتافيزيقا، فأراد في مواجهة هذا الخلاف الوصول إلى الوضوح واليقين في المعرفة،
ولم يجد لذلك من سبيل سوى ربط المعرفة الإنسانية بأصولها في الإدراك الحسى الذي هو عنده يتمتع بالوضوح. وبذلك تكون الأفكار الواضحة عنده هي الأفكار ذات المصدر الحسى والمرتبطة بالإدراك الحسى، والأفكار الغامضة هي تلك التي تتجاوز نطاق الخبرة التجريبية.

## نقد نظرية الأفكار الفطرية
لا يستقبل الذهن البشرى إلا الإحساسات والإدراكات الحسية والأفكار، أما مفاهيم العلاقة والسببية والجوهر والأعراض والأحوال
فلا يستقبلها الذهن من الخبرة بل يتوصل إليها عن طريق التركيب والدمج بين ما تلقاه من مدركات. وبينما يكون استقبال الذهن للمدركات مجرد تلقٍ سلبى لها، فإن العلاقة والسببية والجوهر والأعراض تعبر عن الدور الفاعل للذهن. الحواس سلبية والذهن إيجابى، الحواس متلقية ومستقبلة والذهن فاعل ونشط (10). وعلى هذا تكون كل المفاهيم العقلية معبرة عن نشاط الذهن الإنسانى في التركيب بين المدركات، وتكون كل علاقة منها هي الطريقة الخاصة التي ترتبط بها المدركات في العقل. فالسببية مثلاً هي ربط الذهن بين حادثة وأخرى تكون الأولى سبباً للثانية، والجوهر هو علاقة بين الصفات وحاملها الذي هو الجسم المادى، وتكون علاقة الجوهر والعرض هي ربط الذهن بين صفات أولية مثل الامتداد والصلابة وصفات ثانوية مثل اللون والرائحة والطعم.
وعلى هذا تتحدد فاعلية الذهن البشرى بما يستقبله من إدراكات، أما هذا الذهن نفسه وبدون مدركات يتلقاها من الحواس فهو مثل الصفحة البيضاء tabula rasa الخالية من أي تحديد أو علامات مسبقة موروثة أو فطرية وتأتى الخبرة التجريبية لتكتب عليها ما تشاء. لكن يجب أن ننتبه إلى أن استخدام لوك لتعبير الصفحة البيضاء غير دقيق ولا يتفق مع نظريته في المعرفة.
لقد ذهب لوك إلى أن الذهن البشرى صفحة بيضاء كى يؤكد على أنه يدخل في التجربة وهو غير محمل بأى أفكار مسبقة أو فطرية وأن كل ما في هذا الذهن مصدره التجربة والخبرة التجريبية، لكن هذا التعبير غير صحيح إذا جعلنا نعتقد أن الذهن مجرد متلق سلبى للإدراكات، ذلك لأنه كما رأينا فاعل ونشط، يركب ويدمج بين الإدراكات ليقيم بينها علاقات وكذلك فإن أفعال الذهن هي مصدر لأفكار جديدة غير موجودة في التجربة. فإذا بحثنا في مفهوم السببية أو مفهوم القوام أو الجوهر والعرض فلن نجدها حاضرة جاهزة في التجربة، بل هي نتاج لنشاط الذهن في التركيب والدمج بين الإدراكات على نحو معين. ليس الذهن صفحة بيضاء لأنه هو نفسه يعد مصدراً لمفاهيم غير موجودة في التجربة. ولذلك ليست تلك الصفحة بيضاء تماماً، إذ نجد فيها مفاهيم مكتوبة عليها غير موجودة في التجربة، والذهن نفسه مصدرها، لكن وفي نفس الوقت يذهب لوك إلى أن المفاهيم العقلية المجردة لم تكن لتوجد في الذهن لولا احتكاكه بالتجربة، إذ لو لم استقبل الذهن البشرى أشياء تكون سبباً لأشياء أخرى،
أو أشياء تكون متغيرة مثل اللون بالنظر إلى الثابت وهو الجسم الممتد لما توصل إلى مفاهيم مثل السببية والجوهر والأعراض.
ويطلق لوك مصطلح «الفكرة» Idea على كل عناصر وموضوعات الفهم، سواء كانت تصورات أو تمثلات حسية أو مقولات أو كليات (11)، ومبرر لوك في هذه التسمية الواسعة أن كل هذه المفاهيم هي الموضوعات التي يفكر فيها الفهم الإنسانى. فكل ما يتناوله الفهم بالتفكير ويكون موضوعاً لوظائفه يسميه فكرة. وأول ما يقوم به لوك هو البحث في مصدر أو أصل الأفكار، ولأن مصدر الأفكار عند لوك هو الإدراك الحسى والخبرة التجريبية فهو يبدأ بنقد النظرية القائلة أن في العقل البشرى أفكار فطرية يولد بها ويمتلكها من ذاته دون أن يستقيها من أي مصدر خارجي، أي النظرية المعروفة بنظرية الأفكار الفطرية. وأول من قال بهذه النظرية هو أفلاطون، وأبرز من قال بها من المحدثين ديكارت، وفي عصر لوك تم إحياء هذه النظرية في إنجلترا وخاصة من قبل بعض المفكرين في جامعة كيمبردج والذين يطلق عليهم اسم «أفلاطونيو كيمبردج»(12). تنص هذه النظرية على أن في العقل البشرى أفكار فطرية يولد بها ولا ترجع بأصولها إلى الخبرة التجريبية، مثل كل الأفكار العامة عن الكليات مثل الجنس والنوع والكل والأجزاء والجوهر والسببية، وحتى على المستوى الأخلاقى فهناك اعتقاد في وجود أفكار أخلاقية فطرية مثل العدالة والفضيلة والسعادة. يبدأ لوك كتابه بتوضيح أن ما تعارف عليه دائماً على أنه أفكار فطرية ليس كذلك بل ترجع هذه الأفكار كلها إلى الخبرة التجريبية.
وينكر لوك وجود أي أفكار فطرية في العقل البشرى، وطريقته في نقد النظرية القائلة بالأفكار الفطرية هي أن يوضح:
1 -	أن الأفكار التي يعتقد أنها فطرية ليست كذلك بل ترجع إلى الخبرة التجريبية.
2 -	أننا قادرين على تكوين معرفة دون الاستعانة بأى أفكار فطرية وبالاعتماد على التجربة والخبرة التجريبية وحدها (13).
وأول دليل تستند عليه نظرية الأفكار الفطرية هو دليل الإجماع والإتفاق، إذ تذهب هذه النظرية إلى أن كل البشر مجمعون ومتفقون على مجموعة من الأفكار يعتقدون أنها فطرية، مثل أن الشئ الواحد لا يمكن أن يوجد وأن لا يوجد في نفس الوقت؛ أو بتعبير المناطقة أن أ لا يمكن أن تكون أ ولا أ في نفس الوقت، وأن المساويان لثالث متساويان وأن الكل أكبر من أجزاءه. ويرد لوك على هذه الحجة بقوله إن هذه الأفكار لا يوجد حولها الإجماع أو الاتفاق المفترض فيها، ذلك لأن الأطفال والمجانين لا يعتقدون فيها، فالطفل يمكن أن يقبل بسهولة وجود الشئ وعدم وجوده في نفس الوقت، كما أنه لا يعرف أن المتساويان لشئ واحد متساويان بالنسبة لبعضهما. ومعنى هذا أنه إذا كانت هناك أفكار فطرية مطبوعة في النفس الإنسانية فيجب أن يعرفها الأطفال، أو أن يعرفها الهمج والبرابرة الذين لم ينالوا قسطاً من الحضارة والتمدن. فالطفل لا يمكنه أن يعرف مثل هذه الأفكار إلا بالتعلم ولا يمكن أن يتوصل إليها بنفسه، وكونه لا يتوصل إليها إلا بالتعليم يعنى أنها في حاجة إلى الخبرة وإلى البرهنة على وجودها، وما يفتقر إلى البرهان والتعلم لا يمكن أن يكون فطرياً.
ويدلل أصحاب نظرية الأفكار الفطرية على صحة نظريتهم بقولهم إن العقل يكتشف الأفكار الفطرية بذاته ودون حاجة إلى أي خبرة تجريبية، ويرد عليهم لوك قائلاً إن اكتشاف العقل لها لا يعد دليلاً على فطريتها، إذ معنى هذا أن النظريات الرياضية فطرية تماماً مثل المسلمات والبديهيات التي تنطلق منها، ومحال أن تكون النظريات الرياضية فطرية، لأننا لا نعرف بالفطرة أن مجموع زوايا المثلث تساوى 180 درجة أو أن المثلث ذو الزاويتين المتساويتين لديه ضلعين متساويين (14). فعلى الرغم من أن هذه النتائج قد توصلنا إليها بالاستنباط من بديهيات سابقة عليها إلا أنها ليست فطرية، فليس كل ما يكتشفه العقل فطرى، ذلك لأن استخدام العقل ذاته في البرهان والاستنباط يعد نوعاً من الخبرة المرتبطة بالتجربة. ويؤكد لوك على صحة نقده هذا بقوله إنه إذا كانت الأفكار فطرية فكيف إذن احتاجت إلى البرهان وإعمال العقل لاكتشافها؟ وإذا كانت فطرية فلماذا لم يعرفها العقل مباشرة قبل استخدامه للبرهان؟ إذ معنى هذا هو أن في العقل أفكار فطرية لا يعرفها قبل اكتشافها في البرهان، أو القول بأن العقل يعرف ولا يعرف الأفكار الفطرية في نفس الوقت، وهذا تناقض.
إن اكتشاف العقل للأفكار الفطرية يعد تناقضاً، ذلك لأن استخدام العقل ذاته في التوصل إليها لا يجعلها فطرية بل يجعلها نتاج استخدام هذا العقل. ولذلك يشرح لوك كيف يتوصل العقل إلى الأفكار العامة من الخبرة التجريبية؛ تبدأ الحواس أولاً في إمداد العقل ببعض الانطباعات التي يفهمها العقل على أنها أفكار، وعندما يعتاد عليها العقل تصبح محفوظة في الذاكرة ويضع لها العقل أسماء، ثم يقوم العقل بتجريد هذه الأفكار للوصول إلى العام والمشترك بينها ويضع لها اسماً (15)، ويكون هذا الاسم فكرة عامة، وعندما يتوصل العقل أو ينتج الأفكار العامة يستخدمها في تفكيره. ومعنى ذلك أن الأفكار العامة هي نتاج للنشاط التجريدى والتعميمى للعقل وليست فطرية أبداً، لأنها ليست سوى تجريد للأفكار البسيطة التي يتلقاها العقل من الحواس.
ويذهب لوك إلى أن الإجماع على كون بعض الأفكار فطرية لا يقف دليلاً على فطريتها، ذلك لأن أصحاب هذه النظرية ينظرون إلى الرياضيات على أنها فطرية، فمثلاً ينظرون إلى 3 + 4 = 7 على أنها فطرية وهي ليست كذلك. فالطفل لا يتوصل إليها إلا بعد أن يمارس الجمع ويدرك مفهوم التساوى، وهم يقولون إنه بمجرد ما أن يصل العقل إلى هذه النتيجة حتى يحدث الإجماع حول بداهتها وفطريتها (16). لكن يتناسى هؤلاء أن
ما تم الإجماع عليه ليس سوى نتيجة لفعل الجمع الذي ينتمى إلى التجربة، ولذلك فإجماعهم على ما يعد نتيجة خبرة تجريبية باعتباره فطرياً يعد تناقضاً، فالإجماع لا يعد دليلاً على فطرية أفكار توصلنا إليها بالتجربة. صحيح أننا لا نحتاج إلى التجربة، أي إلى فعل العد والجمع كلما فكرنا في
3 + 4 من ناحية و7 من ناحية أخرى، إلا أن هذا بسبب اعتياد العقل على هذه الفكرة بعد أن تعلمها، ويشير إلى استغناء العقل عن ممارسة فعل العد والجمع بعد أن مارسه للمرة الأولى. واعتياد العقل على هذه النتيجة هو
ما يجعله يأخذها باعتبارها مسلمة أو بديهية أو فطرية في حين يكون مصدرها الخبرة التجريبية. وفكرة التساوى بين عددين وعدد ثالث ليست فطرة بأى حال من الأحوال، لأن العقل لا يدرك مفهوم التساوى إلا بعد أن يمارس فعل الجمع نفسه ويكتشف التساوى من الخبرة التجريبية.
ومثلما يرفض لوك وجود أفكار فطرية في العقل فهو أيضاً ينكر وجود مبادئ أخلاقية فطرية. والحقيقة أن نظرية لوك في هذا الشأن تتصف بشئ من الغرابة، ذلك لأنه ينكر أن تكون الفضيلة قيمة فطرية، في حين يُعتقد دائماً أنها قيمة عليا واضحة بذاتها، لكن على العكس من الاعتقاد الشائع حول أسبقية الفضيلة وقيمتها القبلية الفطرية، يذهب لوك إلى أنها ليست كذلك. ذلك لأن الفضيلة وجودها نادر في العالم الإنسانى،
ولا يتوصل إليها الإنسان إلا عندما يتفاعل مع الآخرين ويعرف الصواب والخطأ ويميز بين البشر على أساس سلوكهم، وهذه كلها خبرات تجريبية، فحسب لوك نحن نعرف الفضيلة من خبرتنا بالسلوك وتفاعلنا مع الآخرين. والفضيلة عنده ليست فطرية لأن من عادة البشر أن يسلكوا حسب المصلحة الشخصية وحسب مبدأ جنى المنفعة وتجنب الخسارة وتعظيم الثروة والسعى نحو اللذة وتجنب الألم. فإذا كانت الفضيلة فطرية لرأينا كل الناس فضلاء، لكن الأمور تسير عكس ذلك، وإذا كانت فطرية لرأينا الناس يمتلكون تعريفاً واحداً واضحاً ومتميزاً عن الفضيلة، في حين أن مفهوم الفضيلة غامض لدى الكثيرين (17)، ولا يمكن أن تكون الفكرة الغامضة والتي ليس عليها اتفاق في تعريفها فطرية، أما المبادئ الأخلاقية فليست فطرية، ذلك لأن كل أمة لديها المبادئ الأخلاقية الخاصة بها والمختلفة عن باقى الأمم، بل إن الشعوب المختلفة تعتنق مبادئ أخلاقية متناقضة؛ فالصواب عند أمة يمكن أن يكون خطأ عند أمة أخرى، والخطأ عند أمة يمكن أن يكون صواباً عند أمة أخرى. وإذا كانت المبادئ الأخلاقية فطرية فلماذا نراها تنتهك ولا تُتَّبع لدى غالبية الشعوب؟ إن كل ذلك يثبت أنها ليست فطرية.
رابعاً - طبيعة وأصل الأفكار :
يذهب لوك إلى أن الأفكار هي العناصر التي يشتغل عليها التفكير، وهي أيضاً المادة الأولى التي يصنع منها العقل أفكاراً أخرى مركبة. ويطلق لوك مصطلح «الأفكار» Ideas على طائفة كبيرة من التصورات والمفاهيم بصرف النظر عن مدى عموميتها أو درجة تجريدها، فالأفكار عنده تضم كلمات مثل «البياض، الصلابة، الحلاوة، التفكير، الحركة، الإنسان، الفيل، الجيش، السُكْر». والملاحظ أن هذه الكلمات منها ما يرتبط بالإحساس مثل البياض والصلابة والحلاوة، ومنها ما يرتبط بالكليات المجردة مثل الإنسان، وما يرتبط بالنوع بالمعنى البيولوجى مثل الفيل والإنسان، ومنها ما يرتبط بالصفة التي تجمع مجموعة من البشر مثل الجيش، وما يرتبط بالوعى والشعور مثل السُكْر (18). ومعنى هذا أن لوك لا يميز بين التصور التجريبى والتصور المجرد والشعور، بما أنه يعتبر أن الصلابة والحركة والسُكْر كلها أفكار. وما يجعله يضم هذه الطائفة الكبيرة من التصورات تحت مسمى «الأفكار» هو أنها جميعاً أدوات العقل في التفكير.
ويتساءل لوك بعد ذلك عن مصدر هذه الأفكار، ومن أين تأتى؟، ويذهب إلى أننا لو افترضنا أن العقل صفحة بيضاء، أي خالية من أي أفكار فطرية أو مسبقة، فإن المصدر الوحيد الذي تأتى به هذه الأفكار للعقل هو الخبرة experience. هذه الخبرة إما أن يكون مصدرها الإحساس
أو العمليات الذهنية. فأفكار مثل الصلابة والحلاوة والامتداد يكون مصدرها الإحساس، وأفكار مثل الشك والاعتقاد والاستدلال والمعرفة والإرادة يكون مصدرها هو إدراك العقل للعمليات الذهنية التي يقوم بها. فعندما أفكر في نشاطى الذهنى ألاحظ أننى إما أن أتمسك بشئ ويكون هذا اعتقاداً أو أشك في وجوده أو صدقه ويكون هذا شكاً، أو تكون لدى عنه معلومات وتكون هذه معرفة، وعندما ألاحظ أن عقلى ينتقل من مقدمة إلى نتيجة تلزم عنها يكون هذا استدلالاً.
ويذهب لوك أن الإحساس وإدراك العمليات الذهنية هما المصدران الوحيدان لما يحتويه العقل من أفكار. كما أن طبيعة الأفكار تنقسم إلى نوعين حسب هذين المصدرين، فهما إما أفكار عن الإدراك الحسى أو أفكار عن العمليات الذهنية. ويلاحظ لوك أن أفكار الإدراك الحسى هي التي تأتى للعقل أولاً تتبعها أفكار العمليات الذهنية، ذلك لأن هذا هو نفس الترتيب الذي يحدث للأطفال، إذ أنهم لا يدركون أفكار العمليات الذهنية إلا بعد أن يحصلوا على أفكار الإدراك الحسى (19)، وهذا بسبب أن أفكار الإدراك الحسى يتلقاها الأطفال بتلقائية ومباشرة، أما أفكار العمليات الذهنية فهى في حاجة إلى التفكير والانتباه والانعكاس على النشاط الذهنى، فيجيب أن ينشط الذهن أولاً بتلقى الإحساسات التي تتحول فيه إلى أفكار كى ينعكس الذهن على ما يقوم به من نشاط تفكيرى. كما أن النفس البشرية لا تحصل على الأفكار إلا بعد الإدراك الحسى، ولا تنشغل هذه النفس بالتفكير دائماً، لأن التفكير في العمليات الذهنية يحتاج إلى التأمل والانتباه، وهذا ما لا يحدث دائماً. لوك إذن يعطى الأولوية للإدراك الحسى الذي يتلقى به الذهن الأفكار، ثم يأتى التأمل والانتباه في العمليات الذهنية بعد أن يكون الذهن حاصلاً على أفكا رمن الإدراك الحسى. والحقيقة أن لوك يقر بأن هذا التراتب: إدراك حسى - أفكار - عمليات ذهنية - أفكار عن العمليات الذهنية، هو تراتب في الدرجة وفي الزمن، أي تراتب إبستمولوجى على مستوى نظرية المعرفة وتراتب سيكولوجى أو سيكومعرفى على مستوى التطور المعرفى للطفل؛ وهذا ما سوف يظهر بعد ذلك لدى الإبستمولوجيا التطورية عند جان بياجيه.

## الأفكار عند لوك
ما يتلقاه العقل البشرى من الإحساس أو الانعكاس على العمليات الذهنية ينقسم إلى أفكار بسيطة وأفكار مركبة. الأفكار البسيطة هي الأفكار المرتبطة بصفات الشئ المحسوسة مثل الصلابة والبرودة والامتداد والشكل. أما الأفكار المركبة فليست حاضرة في الشئ المحسوس نفسه بل يستخلصها العقل منه مثل الجوهر والأعراض، والسبب والنتيجة، والزمان والمكان والحركة (20). ومعنى ذلك أن الذهن يكون سلبياً في تلقيه للأفكار البسيطة، ونشطاً فاعلاً في إنتاجه للأفكار المركبة، ذلك لأنها تكون نتيجة تفكير حول العلاقات بين ما يتلقاه من أفكار بسيطة، فالسببية علاقة بين شئ وآخر يدركها العقل في تفكيره حولهما معاً، والجوهر وأعراضه أيضاً فكرة مركبة تنتج في العقل من تفكيره حول العلاقة بين الشئ وصفاته
وما هو دائم أو متغير من هذه الصفات.
الأفكار عند لوك نوعان: بسيطة ومركبة، البسيطة يتلقاها الذهن مباشرة من الإدراكات الحسية، ويجب أن ننتبه هنا إلى نقطة يساء فهمها لدى لوك وهي نشأة الأفكار البسيطة. اعتقد الكثير من نقاد لوك والمذهب التجريبى عامة أن الأفكار عنده مصدرها الحواس
أو الإحساسات، لكن لوك لا يقول بذلك، بل يقول بأن مصدر الأفكار هو الإدراكات الحسية. هناك فرق كبير بين أن تكون الحواس هي مصدر الأفكار وأن تكون الإدراكات الحسية هي ذلك المصدر. إن الأفكار، حتى وإن كانت بسيطة، هي صور ذهنية بسيطة ومباشرة للأشياء وليست إحساسات. فالكرة الحمراء مثلاً إدراك حسى تستقبله الحواس، أما اللون الأحمر نفسه فهو فكرة، صورة ذهنية مجردة، يتوصل إليها الذهن البشرى من تلقيه لإدراك حول الأشياء الحمراء (21). الأفكار البسيطة إذن لا يتلقاها الذهن جاهزة من الخبرة بل هي تتضمن درجة من التعميم أو العمومية، ذلك لأن الأمثلة التي يضربها للأفكار البسيطة كلها عموميات، مثل الأحمر، الأخضر، الرطب، اليابس، الحار. بإدراكنا لأشياء كثيرة حمراء ندرك أن الأحمر لون، هذه فكرة بسيطة لكن أتت عن طريق التعميم، ولذلك فالأحمر فكرة عامة، ولذلك فهى بسيطة، تنطبق على كل الأشياء الحمراء. ولذا أطلق عليها لوك فكرة ولم يسميها إدراك أو إحساس. الإحساس هو بالشئ الأحمر، أما الأحمر كلون فهو فكرة بسيطة. أما الأفكار المركبة فهى مثل العلاقة والسببية والجوهر والأعراض، وهي ناتجة عن التركيب والدمج بين أفكار بسيطة، الأفكار المركبة إذن تعبر عن نشاط ذهنى أنتجها لكنها ليست حاضرة جاهزة في المدركات الحسية.
تنقسم الأفكار البسيطة عند لوك إلى أفكار تأتى من حاسة واحدة مثل الألوان التي تأتى من حاسة البصر، والسخونة والبرودة والنعومة والخشونة التي تأتى من حاسة اللمس، والروائح التي تأتى من حاسة الشم، والأصوات التي تأتى من حاسة السمع، وأفكار تأتى من أكثر من حاسة واحدة مثل المكان والامتداد والشكل والسكون والحركة، ذلك لأننا ندرك المكان من حاستى البصر واللمس، بأفكار تأتى من الانعكاس على العمليات الذهنية reflection، وهو تفكير العقل في أفكاره التي حصل عليها من الإدراك الحسى (22). فعندما يتأمل العقل في الكيفية التي يتعامل بها مع الأفكار يدرك أنه يقوم إما بإدراك حسى أو استدلال أو حكم أو تمييز وتفريق ومقارنة أو تذكر. أما الأفكار التي تأتى من الإحساس والانعكاس معاً فهى اللذة والألم، لأنهما يبدآن بإدراك حسى معين يتبعه شعور بالارتياح أو عدم الارتياح يأتى من الانعكاس على ما تلقته الحواس؛ وكذلك القوة، إذ بعد أن يلاحظ العقل تأثير جسم ما على أجسام أخرى يدرك أن فيه قوة على هذا التأثير، والتتابع أيضاً succession لأن العقل بعد أن يستقبل إحساسات معينة يلاحظ ما بينهما من علاقة تتابع، أي أنها تتبع بعضها البعض ويكون بعضها قبل بعض أو بعد بعض.
ويذهب لوك إلى أن الأفكار البسيطة في العقل تقابلها صفات في الأجسام، بمعنى أن العقل يستقبل من الأجسام صفاتها التي تتحول فيه إلى أفكار. وهو يقر بأن لكل من الأفكار وصفات الأجسام طبيعة مختلفة، فالأفكار من طبيعتها أن تكون ذهنية ومجردة، والصفات من طبيعتها أن تكون حسية، لكن الأفكار البسيطة هي في النهاية انعكاس ذهنى لصفات الأشياء، كما لو أن العقل الإنسانى مرآه تنعكس عليها صفات الأشياء (23). ومن طبيعة المرآة أن تعكس صورة ولا تعيد إنتاج الشئ الحقيقى، وبالمثل فإن العقل هو مرآة الأشياء، حيث أن الأفكار البسيطة فيه هي مجرد صور ذهنية منعكسة لصفات الأشياء. كما يذهب لوك إلى أن ما يجعل صفات الأشياء تنعكس في العقل منتجه فيه أفكاراً هي قوة power متضمنة في هذه الأشياء، أي أن في الأشياء قوة تؤثر بها على العقل. ومعنى هذا أن العقل يكون سلبياً تماماً في تأثره بما في الأشياء من قوة تؤثر عليه،
أما عندما يتأمل في هذه الأفكار البسيطة وينتج منها أفكاراً مركبة فهو يكون فاعلاً نشطاً. العقل إذن سلبى في تلقى الأفكار البسيطة والتأثير في ذلك بقوة الأشياء عليه، وإيجابى وفاعل ونشط في تركيبه بين هذه الأفكار البسيطة والوصول إلى أفكار مركبة.
ويميز لوك بين الصفات الأولية primary qualities والصفات الثانوية secondary qualities. الصفات الأولية هي الصفات التي يمتلكها الجسم في ذاته ولا يمكن أن تنفصل عنه وتؤثر بقوتها مباشرة على العقل، مثل الامتداد والشكل والصلابة (24). فإذا قمنا بتقسيم جسم ما إلى أجزاء صغيرة لا يضيع الامتداد أو الصلابة أو الشكل بل تظل هذه الصفات في كل جزء صغير منه، حتى لو قمنا بطحن حبة من القمح وأصبحت كماً من الدقيق، فعلى الرغم من أن كل ذرة فيه غير محسوسة
إلا أنها تظل تتصف بنفس صفات الامتداد والشكل والصلابة التي لحبة القمح. أما الصفات الثانوية فهى ليست مرتبطة بالجسم بل هي قوة متضمنة فيه تعمل على إنتاج إحساسات معينة في العقل، مثل اللون والرائحة والطعم، فالجسم يمكن أن يتغير لونه وطعمه ورائحته ويبقى مع ذلك نفس الجسم، وتكون هذه الصفات الثانوية هي تأثر العقل به.
ويذهب لوك إلى أن في الأشياء قوة معينة تجعلنا نتأثر بها وتنتج فينا هذه الصفات الثانوية. ومعنى هذا أن الصفات الثانوية ليست مجرد أوهام أو أفكار متخيلة تنتج في الذهن دون أي ارتباط أو علاقة حقيقة بينها وبين الشئ المدرك، ذلك لأن من طبيعة هذا الشئ نفسه أن يحدث تأثيراً معيناً في حواسنا يتمثل في صورة صفات ثانوية. والحقيقة أن هذا الرأى يعد أثراً من آثار أرسطو غير المصرح بها في فلسفة لوك والتي تسربت إلى نظريته في المعرفة دون وعى منه. ذلك لأن النظر إلى الصفات الثانوية على أنها تأثر الحواس البشرية بالشئ المدرك نتيجة امتلاك هذا الشئ لطبيعة أو قوة تؤثر في الحواس هو عودة مرة أخرى إلى مفهوم الطبائع والقوى الكامنة في الأشياء الموجودة بوضوح في فلسفة أرسطو.

## العمليات الذهنية
يقسم لوك العمليات الذهنية إلى أنواع عديدة تبعاً لنظريته حول الأفكار البسيطة والأفكار المركبة. فهناك عمليات ذهنية مرتبطة بالأفكار البسيطة، أولها الإدراك الحسى، وهو أول مرحلة في التفكير. وعلى الرغم من أن الإدراك الحسى perception عملية ذهنية تتضمن التفكير، إلا أنه ليس تفكيراً بالمعنى الحرفى للكلمة، إذ لا ينطوى على الفاعلية والنشاط بل يتضمن السلبية والتلقائية، أي أن الإدراك الحسى هو التفكير السلبى الذي يقتصر على تلقى الإحساسات كما هي دون أن يتعامل معها بالربط بينها ودون أن يكتشف فيها أي علاقات (25).
وعلى الرغم من أن الإدراك الحسى ملكة سلبية متلقية، إلا أن لوك يضيف إليه شيئاً من الفاعلية، وبذلك لا تكون سلبية تماماً، فغالباً ما يتم تعديل الإحساس عن طريق فعل تلقائى للذهن. فالأشياء البعيدة تبدو صغيرة، وعلى الرغم من ذلك يعرف الذهن أنها ليست صغيرة كما تبدو لأنها سوف تظهر بحجمها الحقيقى عندما تقترب. هذا التعديل للإدراك الحسى يتم بتلقائية وبدون وعى كامل من الذهن، ولأنه تعديل تلقائى غير واعى فإن لوك لا يلحقه بأى ملكة أعلى من الإدراك الحسى نفسه. وتعديل الإدراك الحسى هذا يسميه لوك حكماً judgment قاصداً منه أن عملية الإدراك تنطوى في ذاتها على حكم، وهو حكم عقلى، لأن العقل يحكم على الشئ البعيدة الصغير بأنه كبير في حقيقته على الرغم من الصغر الذي يبدو عليه (26). وعلى الرغم من أن الحكم فعل عقلى إلا أنه
لا يتضمن نشاطاً مقصوداً كملكة الفهم بل هو فعل تلقائى لملكة الإدراك الحسى. ومعنى هذا أن هناك حكماً يقع في نطاق الإدراك الحسى السلبى، وهذا النوع من الحكم سابق في وجوده وأولويته على الحكم بالمعنى المعرفى الإبستمولوجى الذي يقوم به الفهم. والحقيقة أن هذه الفكرة تعد من إنجازات لوك الكبرى، ذلك لأن النظريات السابقة عليه في المعرفة كانت دائماً ما تنظر إلى الحكم على أنه فعل للفهم والعقل فقط، أما لوك فقد اكتشف وجود الحكم في مستوى الإدراك الحسى نفسه، وهو يعد حكماً من نوع مختلف عن حكم الفهم والعقل.
وثانى عملية ذهنية يقوم بها العقل بعد الإدراك الحسى هي الاستبقاء retension وهي الاحتفاظ بالأفكار البسيطة التي تلقاها العقل من الإحساس، ويتم هذا الاحتفاظ بطريقتين: الانتباه إلى هذه الأفكار ذاتها كما هي موجودة في العقل contemplation، والذاكرة memory أي الاحتفاظ بالأفكار البسيطة في الذاكرة بعد أن تكون الإحساسات التي أنتجتها قد غابت عن أعضاء الإحساس. والذاكرة هي القوة التي نستطيع بها إحياء الأفكار في الذهن بعد أن غابت إحساساتها. ويطلق لوك على الذاكرة اسم «مخزن أفكارنا». وقوة الذاكرة هذه ضرورية ولا غنى عنها للتفكير، ذلك لأنه بفضلها لا تختفى الأفكار مع اختفاء الإحساسات التي أنتجتها بل تظل محفوظة فيها حتى يتم إنعاشها مرة أخرى. والملاحظ أن لوك في هذا السياق
لم يميز بوضوح بين احتفاظ الذاكرة بالأفكار وإعادة إنعاشها بتذكرها مرة أخرى (27)، ذلك لأن القدرة على الاحتفاظ في الذاكرة مختلفة عن القدرة على تذكر هذه الأفكار وإنعاشها مرة أخرى. ومعنى هذا أن في الذاكرة قوتين متمايزتين، قوة الحفظ وقوة التذكر أو إعادة التفكير في الأفكار السابقة. قوة الحفظ قوة تلقائية سلبية لأنها تتلقى الأفكار فقط وتخزنها، وهذا لا ينطوى على أي فاعلية نشطة أو مقصودة للذهن، أما قوة التذكر وإعادة إحياء الأفكار مرة أخرى فهى قوة فاعلة نشطة تتم عن قصد. والحقيقة أن هذا التمييز بين قوتين في الذاكرة سوف يقوم به كانط بعد لوك بأكثر من قرن، وسوف يؤكد عليه هوسرل بعد كانط بأكثر من قرن أيضاً.
ثم يشرح لوك بعد ذلك عدداً من العمليات الذهنية التي تشتغل على الأفكار البسيطة وهي كلها تنطوى على التعرف الدقيق والواضح على هذه الأفكار، وهو يجعل كل هذه العمليات تنتمى إلى الإدراك الحسى لأنه بدونها لن يحصل العقل على صورة دقيقة عن الأشياء. هذه العمليات هي الفصل والتمييز discerning / distinguishing. فإذا لم يتمكن الذهن من إقامة فصل وتمييز بين الإحساسات وما يقابلها من أفكار بسيطة فلن يكون لديه إدراك حسى كامل ودقيق، مثل الفصل والتمييز بين الإحساسات المتناقضة: الحرارة والبرودة، والحلاوة والمرارة، والكبير والصغير ... الخ (28). ثم تأتى بعد ذلك عمليات المقارنة والدمج والتسمية comparing / compounding / naming. عن طريق المقارنة يميز العقل الامتداد والدرجات، فهو يدرك الأطول والأقصر عن طريق المقارنة على أساس الامتداد، ويدرك درجات اللون الواحد على أساس المقارنة بين الألوان عن طريق الدرجات اللونية، ويدرك الترتيب بين السابق واللاحق عن طريق المقارنة على أساس الزمان أو المدة، ويدرك العلاقات المكانية عن طريق مقارنة الأشياء بعضها ببعض حسب المكان.
ويعد فعل المقارنة من الأفعال الهامة للغاية عند لوك لأنه هو القوة التي تنتج في الذهن أفكار العلاقة relation(29)، فالدرجة والزمان والمكان كلها أفكار عن علاقات، أما الدمج فهو جمع وإضافة أفكار من نفس النوع إلى بعضها، مثل إضافة عدد إلى عدد للوصول إلى مجموعهما، أو مد خط مستقيم للحصول على خط أطول ... الخ، أو الدمج بين عدد كبير من الأشجار للحصول على مفهوم الغابة. والتسمية هي وضع كلمة أو علامة صوتية ذات معنى تشير إلى مجموعة من الأشياء بينها شئ مشترك، مثل تسمية مجموعة من الأشجار بالغابة، أو تسمية مجموعة من الأغنام بالقطيع، أو تسمية مجموعة من الزهور والنباتات بالحديقة، أما آخر عملية ذهنية يشرحها لوك تحت ملكة الإدراك الحسى فهى التجريد abstraction وهي إدراك العام والمشترك بين أشياء متشابهة في صفة ما ووضع اسم عام لها، مثل إدراك البياض الذي هو صفة تجمع الأشياء البيضاء، وإدراك الشكل الكروى الذي يجمع أشياء تتصف بهذا الشكل مثل الشمس والقمر وكرة القدم.
ومن الملاحظ أن التجريد هو أعلى العمليات الذهنية التي تقع في نطاق الإدراك الحسى، فبدون التجريد لن يصبح الإدراك الحسى كاملاً ودقيقاً (30). لكن التجريد هو في نفس الوقت أول عملية ذهنية تنتمى لملكة الفهم، ومعنى هذا أن التجريد هو الصفة الحقيقة التي ينتقل بها الذهن من الإدراك الحسى إلى الفهم، وهو أيضا ًأول عملية يستطيع بها الفهم الوصول إلى الأفكار المركبة، ذلك لأن الأسماء العامة والتصورات والمفاهيم المجردة أفكار مركبة. لكن يصر لوك على اعتبار أن التجريد عملية ذهنية تعمل في نطاق الإدراك الحسى والفهم معاً، فهو قوة إدراك وقوة فهم في نفس الوقت، قوة تتعامل مع الأفكار البسيطة وبذلك تكون منتمية إلى الإدراك الحسى وكامنة في نطاقه، وقوة تنتج الأفكار المركبة وبذلك تكون منتمية في نفس الوقت إلى ملكة الفهم، ذلك لأن التجريد يعد من أولى العمليات الذهنية التي يقوم بها الفهم.

## الأفكار المركبة
يصنعها العقل من الأفكار البسيطة عن طريق العمليات الذهنية التي يقوم بها. ومعنى هذا أن الأفكار المركبة ليست مجرد صور ذهنية عن الأشياء مثل الأفكار البسيطة بل هي من إنتاج العقل (31). وليس معنى كونها من إنتاج العقل أنها مجرد أوهام بل هي حقيقية، وكل الاختلاف بينها وبين الأفكار البسيطة أن الأفكار البسيطة تشير مباشرة إلى الأشياء، ذلك لأن الإحساس هو مصدرها، بينما لا تشير الأفكار المركبة إلى إحساسات بل إلى أفكار بسيطة أخرى. وفي العقل طائفة كبيرة من الأفكار المركبة مثل الجيش، لأنه يشير إلى مجموعة من الجنود. إن مجموعة الجنود عبارة عن أفراد، كل فرد واحد منها جندى واحد، والإحساس التي يتلقاه المرء وهو ينظر إلى هذه المجموعة عبارة عن أفراد جنود متجمعين معاً، أما كون هذه المجموعة تشكل جيشاً ففكرة مركبة يتوصل إليها العقل عن طريق إضافة هؤلاء الأفراد المتشابهين إلى بعضهم، فالإدراك الحسى لا يرى شيئاً اسمه الجيش أمامه، بل يرى جنوداً، والعقل هو الذي يفهم معنى كلمة جيش لا الحواس. والجمال أيضاً فكرة مركبة لأنها مكونة من عدد من الأفكار البسيطة، مثل فكرة التناسق وفكرة اللون والشكل، وشعور الارتياح
أو الاستحسان الذي يشعر به المرء عند رؤية الشئ الجميل.
الأفكار المركبة هي نتيجة العمليات الذهنية التي يقوم بها العقل، وتنقسم هذه العمليات الذهنية إلى ثلاثة أنواع ينتج كل نوع منها نوعاً من الأفكار المركبة. هذه العمليات الذهنية هي: (32)
1 -	الدمـــج Combining: حيث يجمع العقل فكرة بسيطة مع فكرة أخرى للوصول إلى فكرة مركبة، وذلك مثل مثال الجيش الذي شرحناه آنفاً، إذ هو نتاج دمج عدد من الأفراد مع بعضهم البعض، وكذلك فكرة المثلث التي تعتمد على الدمج بين فكرة الضلع وفكرة الزاوية.
2 -	التعلـــق Relating: وفيه لا يدمج العقل فكرة بأخرى بل يحافظ على الفكرتين منفصلتين ومستقلتين لكن يربط بينهما بعلاقة، مثل إدراك العلاقة بين شئ سابق وشئ لاحق باعتبارها علاقة سببية بينهما، حيث يكون السابق سبباً لحدوث اللاحق، وكذلك أفكار المكان التي تعتمد على إدراك علاقات التجاور وعلاقات الجهة مثل اليمين واليسار والأمام والخلف والأعلى والأسفل، ذلك لأنه لا يمكن إدراك هذه العلاقات
إلا بالربط بين الأشياء على أساس المكان الذي تشغله بالنسبة لبعضها البعض. وفكرة الزمان أيضاً لأنها تعتمد على علاقات التوالى والتزامن، وهذه العلاقات تصف الترتيب الزمنى بين أشياء منفصلة.
3 -	التجريـــد Abstraction: حيث يجمع العقل طائفة من الأشياء المتشابهة ليدرك ما بينها من اشتراك وعمومية، وهذا هو مصدر الأفكار العامة، أي الكليات والمجردات، مثل فكرة الإنسان التي يتوصل إليها العقل بتجريد العام والمشترك في النوع البشرى.
الأفكار المركبة إذن إما أن تكون أحوالاً modes أو جواهر substances أو علاقات relations. الأحوال هي الأفكار المركبة عن الأشياء، وهذه الأفكار لا تقوم بذاتها مستقلة بل هي في حاجة إلى وجود شئ سابق عليها تقوم به، مثل الوفاء، ذلك لأن الوفاء لا يمكن أن يوجد
إلا في الشخص الوفى، والشكل الكروى الذي لا يمكن أن يقوم بذاته بل هو صفة لكل ما يتصف بهذا الشكل، والقتل الذي هو فعل لا يحدث بذاته بل في حاجة إلى فاعل وهو القاتل. أما الجواهر فهى تشير إلى أشياء مفردة تقوم بذاتها وتتصف بأحوال (33)، وهي نتاج الربط بين عدة أحوال، مثل الربط بين البياض والصلابة والبرودة للوصول إلى فكرة الثلج، والربط بين الحيوانية والنطق والتعقل للوصول إلى فكرة الإنسان. وبذلك يكون الثلج هو الجوهر الذي تجتمع فيه صفات البياض والصلابة والبرودة، وفكرة الإنسان هي الجوهر الذي تجتمع فيه صفات الحيوانية والنطق والتعقل. والملاحظ أن فكرة لوك عن الجوهر تختلف عن نفس الفكرة لدى الفلسفات السابقة الأرسطية والأفلاطونية، ذلك لأن الفكرة الأرسطية عن الجوهر تلحق به الثبات واللاتغير والقوام، حيث يكون الجوهر هو الشئ حامل الصفات المتغيرة. إن الجوهر في الفلسفات الأرسطية يتم الوصول إليه بالعقل، إذ يكون لديها هو القوام الذي يحمل الصفات، أما الجوهر عند لوك فيتم الوصول إليه من الإدراك الحسى، لأنه بذلك يكون هو الشئ الذي تجتمع فيه عدد من الصفات حصرياً. يتوصل أرسطو إلى الجوهر عن طريق العقل، بينما يتوصل إليه لوك عن طريق الحواس، والجوهر عند أرسطو هو القوام الثابت، أما عند لوك فهو ليس سوى المحل الذي تجتمع فيه مجموعة من الصفات أو الإدراكات الحسية، وبذلك أحل لوك نظرية تجريبية في الجوهر محل النظرية العقلية الأرسطية.
4 -	الأحـــوال:
يقسم لوك الأحوال إلى أحوال بسيطة وأحوال مركبة، الأحوال البسيطة هي تلك التي تتكون من أفراد بسيطة أو فرد واحد متكرر أو ممتد، وذلك مثل المكان (34). فالمكان مكون من أجزاء بسيطة مضافة إلى بعضها ومتكررة، إذ أن المكان هو الامتداد، والامتداد يقاس بوحدات بسيطة مثل السنتيمتر أو المتر أو الكيلومتر، ويكون المكان الأكبر مجموع من أمكنة صغرى، لكل منها مقياس بوحدة قياس بسيطة. وكذلك الموضع place فكل جسم يشغل موضعاً وهو حيز من المكان، وكلما غير الجسم مكانه احتل مكاناً آخر متطابق الأبعاد. والزمان أيضاً من الأحوال البسيطة لأنه يقاس بوحدات بسيطة هي الثوانى والدقائق والساعات، وامتداد الزمان هو تكرار وحداته البسيطة وإضافتها إلى بعضها. وكذلك العدد، فإذا فكرنا في العدد عشرة أو في عشر كرات وجدنا أن العدد عشرة هو تكرار للعدد واحد عشر مرات، والعشر كرات هو مجموع وحدات متماثلة هي الكرة الواحدة لعشر مرات (35). فالأحوال تكون بسيطة لأنها تعتمد على تكرار وحدات مماثلة، سواء كانت وحدات مكانية أو زمانية أو رقمية. ويضيف لوك إلى الأحوال البسيطة مفهوم اللامتناهى infinity، فالمكان يمكن تصوره على أنه لا متناهى لأنه من الممكن أن نضيف وحدات مكانية أخرى إلى المكان القائم إلى مالانهاية، وكذلك الزمان والعدد، فكل عدد يمكن تصور عدد أكبر منه بإضافة عدد آخر إليه. وكما أن هناك لا تناهى في الحجم والعدد والزمن فهناك أيضاً لا متناهى في الصغر، فكل مكان يمكن تقسيمه إلى وحدات مكانية أصغر إلى مالانهاية. مفهوم اللاتناهى إذن يعتمد على إمكانية الإضافة اللامتناهية أو التقسيم اللامتناهى لمكان أو زمان أو عدد قائم.
وكما أن الأحوال البسيطة تعتمد على إضافة الوحدات المتماثلة إلى بعضها فهى أيضاً تعتمد على إدراك التنويعات التي تحدث لفكرة بسيطة واحدة، وذلك مثل التفكير الذي يعد حالاً بسيطاً لأنه يعتمد على فكرة واحدة وهي الفهم، لكنه يتنوع إلى عدد كبير من عمليات التفكير مثل الجمع والمقارنة والفصل والاستدلال والحكم. ويضم لوك عدداً من إحساسات الشعور إلى الأحوال البسيطة مثل اللذة التي تعتمد على فكرة الحلاوة
أو الارتياح، والألم الذي يعتمد على فكرة المرارة أو عدم الارتياح. كما يضم لوك فكرة القوة power إلى الأحوال البسيطة، لأنها تعتمد على ملاحظة قدرة جسم ما على التأثير على جسم آخر، وبذلك ندرك أن في الأجسام قوة على التأثير على بعضها أو على تغيير صفاتها أو على إحداث إحساسات مختلفة فينا، والذي يجعل لوك ينظر إلى القوة على أنها حال بسيطة أنها تعتمد على إدراك واحد عن قوة في الشئ أو قدرته على إحداث أثر.
وفي حين أن الأحوال البسيطة تعتمد على أفكار بسيطة ترد في النهاية إلى إدراكات حسية، فإن الأحوال المركبة تعتمد على تركيب عدد من الأفكار البسيطة مع بعضها البعض (36). والأحوال البسيطة يمكن أن تشاهد دلالاتها الحسية في إدراك حسى، وهي تشير مباشرة إلى الأشياء المحسوسة،
أما الأحوال المركبة فهى لا تشير إلى الأشياء مباشرة بل إلى أفكار أخرى بسيطة، وذلك مثل فكرة السعادة التي هي حال مركب، وهي حال مركب لأنها تركيب من عدد من الأفكار البسيطة مثل اللذة والغنى والارتياح والجمال. ومن الأحوال المركبة التي يذكرها لوك القناعة والشجاعة والجشع،
ونلاحظ على الأمثلة التي يضربها لوك على الأحوال المركبة أنها كلها تنتمى إلى مجال الأخلاق والسلوك العملى، والحقيقة أن هذا الجمع بين الأفكار النظرية والأفكار الأخلاقية العملية، أي بين الإبستمولوجيا والأخلاق في سياق فلسفة تجريبية واحدة كان الطابع المميز لفلسفة لوك ولكل فلسفة تجريبية أتت بعده، وعلى رأسها فلسفات هيوم وجون ستيوارت ميل وجورج إدوارد مور، وأصبح هذا الجمع هو ما يميز الفلسفات الإنجليزية ذات الطابع التجريبى.
لكن نلاحظ أيضاً أن نظرية لوك حول الأحوال المركبة بها شئ من الغموض، ذلك لأنه يضمها إلى فئة الأفكار البسيطة بذهابه إلى أن الحال المركب هو جمع بين عدد من الأفكار البسيطة، لكن الحال المركب هو في حد ذاته فكرة مركبة، وكان يجب على لوك أن يضمه إلى فئة الأفكار المركبة ولكنه لم يفعل ذلك نظراً لذهابه إلى أن الحال المركب مكون من أفكار بسيطة مجمعة مع بعضها (37). كما يأتى مصدر الغموض في مفهوم لوك عن الأحوال المركبة أنها هي المفهوم الوحيد في فلسفته الذي يجمع بين النظرى والعملى، ذلك لأن الأحوال المركبة لديه تحوى معظم القيم الأخلاقية ومعايير السلوك العملى، وفي نفس الوقت تحوى جانباً نظرياً متمثلاً في كل التنويعات التي يجريها العقل على مفاهيم الزمان والمكان؛ كما أننا إذا دققنا النظر في حديث لوك اللاحق حول الجوهر والعلاقات سنجد أن كل الجواهر والعلاقات لديه تنضم إلى فئة الأحوال المركبة، بما أن الجوهر لديه مجرد فكرة ذهنية عن الصفات والأحوال وعن قوة تأثير الشئ في غيره، فالجوهر بذلك حال مركب بما أنه لا يشير مباشرة إلى الإدراكات الحسية بل هي أفكار بسيطة عن الأشياء. كل هذا سبب غموضاً حول نظريته في الأحوال المركبة، لأنه لم يفصل بدقة بين الحال المركب على المستوى الإبستمولوجى والحال المركب على المستوى الأخلاقى العملى، وبما أنه
لم يدرك أن الأحوال المركبة تنسحب على الجواهر والعلاقات.
5 -	الجواهـــر :
يذهب لوك إلى أن فكرة الجوهر فكرة مركبة، ذلك لأنها تتركب من أفكار بسيطة. وهي عنده مجرد افتراض وليس لها وجود حقيقى من ذاتها، ذلك لأننا لا ندرك إلا الأحوال والصفات والكيفيات، وعندما نلاحظ أن عدداً من الصفات متلازم في الشئ الذي ندركه ولا يمكن أن ينفصل عنه، نفترض أن هذه الصفات يجب أن يكون لها حامل تحمل عليه، أو قوام تقوم به (38). فقطعة الثلج مثلاً تتصف بالصلابة والبياض والبرودة، هذه الصفات ملازمة لقطعة الثلج، ونفترض بذلك أن هذه الصفات يقف تحتها حامل تحمل عليه وهو جوهر الثلج، لكننا في الحقيقة لا ندرك شيئاً يسمى جوهر الثلج، أو الثلجية، وكل ما ندركه مباشرة هو صفات قطعة الثلج. ويذهب التأمل الفلسفى خطوة أبعد قائلاً أن هذه الصفات هي التي تجعل قطعة الثلج ثلجاً لا أي شئ آخر، بحيث تكف هذه القطعة عن أن تكون ثلجاً إذا افتقدت لصفة من الصفات الثلاثة، وبالتالى يظهر الافتراض بأن قطعة الثلج جوهر تتجمع فيه صفات البياض والصلابة والبرودة. والحقيقة أننا بذلك لم نتوصل إلى جوهر الثلج بل إلى مجرد صفاته وإلى كون هذه الصفات ملازمة للشئ المسمى ثلجاً (39). فكلما أردنا تعريف الجوهر وجدنا أنفسنا نعرِّف صفاته وحسب ولا نتوصل إلى حقيقة جوهر الثلج. وبذلك رد لوك الجوهر إلى صفاته المدركة المحسوسة وقطع بأن الثلج لا يوجد إلا على أنه مجموعة صفات وحسب ولا يوجد كجوهر خاضع لإدراك خاص. كما يذهب لوك إلى أن فكرة الجوهر تأتى للذهن من كثرة ربطه بين عدد من الصفات بشئ ما، فالجوهر ما هو إلا عادة فكرية. هذا بالإضافة إلى أن الذهن يعتاد على تسمية صفات معينة باسم كلى يجمع بينها، فالبياض والصلابة والبرودة هي الإحساسات التي يستقبلها الذهن، ثم يطلق عليها اسماً واحداً هو الثلج، ثم يعتقد أن هذا الاسم الواحد هو الجوهر، والحقيقة أنه ليس كذلك، لأن ما يسمى بالجوهر
لا يستقبله الإدراك الحسى بل هو مجرد اسم. وبذلك رد لوك الجوهر إلى عادة لغوية تجعل الذهن يعتقد أن ما أطلق عليه أسماء كلية هو الجوهر لكنه ليس كذلك، ومن هنا فإن الجوهر عند لوك ليس سوى اسم، ولذلك سُمى مذهب لوك في الجوهر بالمذهب الاسمى Nominalism، ذلك المذهب الذي لا يعتقد في وجود جواهر حقيقية بل يعتبرها مجرد أسماء أطلقها الذهن على الأشياء، فالجوهر عنده مجرد ظاهرة لغوية.
والجوهر عند لوك هو مجرد افتراض نصنعه كلما أردنا البحث عن قوام للصفات (40)، فالعقل لا يتصور أن تقوم الصفات أو الأحوال
أو الأعراض بذاتها، ويجد أنه لزام عليه أن يفترض وجود شئ ثابت يحمل هذه الصفات والأعراض. وبذلك يعتقد العقل أن كل العمليات البيولوجية التي تحدث للإنسان قوامها الجسد، الذي يعد بالنسبة لها الجوهر. كما أن العمليات الذهنية مثل التفكير والاستدلال والخوف والسعادة تحمل على شئ مفترض هو الروح، التي يُعتقد أنها هي الجوهر الذي تقوم فيه هذه العمليات. ويرفض لوك أن يكون الجسد أو الروح جوهراً، ذلك لأن كل
ما ندركه عمليات بيولوجية أو ذهنية، وليس لدينا أدنى دليل على ارتباط العمليات البيولوجية بوحدة واحدة مقومة لها وجامعة وهي فكرة الجسد، كما أنه ليس لدينا أدنى دليل على ارتباط العمليات الذهنية بشئ يسمى الروح، لأن الروح لا تخضع للخبرة التجريبية ولا تتلقى منها إدراكات حسية
أو بيانات أو انطباعات، كل ما ندركه عمليات ذهنية تفترض أن هناك روحاً تقف وراءها وتجمعها معاً (41). والحقيقة أن رفض لوك لفكرة الجوهر يتبعه ضرورة القول بأن العمليات البيولوجية والعمليات الذهنية يمكن أن تقوم بذاتها وفي غنى عن جوهر تقوم به، سواء كان الجسد أو الروح، بحيث تشكل هذه العمليات نسقاً متكاملاً ينظم نفسه بنفسه ويسير ذاته من ذاته دون حاجة إلى جوهر ينظمه أو يوجده. لكن لم يقدم لنا لوك تلك النتيجة الضرورية المترتبة على تحليلاته ورفضه لفكرة الجوهر، بل ترك الأمر على
ما هو عليه، ويعد هذا نقصاً كبيراً في فلسفته، فأنت لا تستطيع أن تنكر فكرة الجوهر دون أن تسلم بأن العمليات البيولوجية والذهنية قائمة بذاتها ومنظمة لذاتها، لكن لم يذهب لوك في فلسفته إلى هذا الحد وتوقف عند حدود إنكار فكرة الجوهر وحسب.
ويذهب لوك إلى أن هناك ثلاثة أنواع من الأفكار تشكل لدينا فكرة الجوهر، وهي الصفات الأولوية مثل الشكل والامتداد والصلابة والقابلية على عدم الاختراق، والصفات الثانوية وهي اللون والطعم والرائحة والملمس، وأخيراً قابلية الشئ على تغيير صفاته الأولوية أو الثانوية مع بقائه ثابتاً وموجوداً (42). والحقيقة أن الأنواع الثلاثة من الأفكار هذه ليست أنواع لأفكار، ذلك لأن لوك قد أخطأ عندما نظر إليها جميعاً على أنها أفكار بل هي مبادئ للتوحيد. فالصفات الأولية التي نتوصل بها إلى فكرة الجوهر المادى ما هي إلا مبادئ يوحد بها العقل الصفات للتوصل إلى فكرة الجوهر، وكذلك الصفات الثانوية هي مجرد مبدأ لتوحيد ما يطرأ على الشئ من أعراض مع بقاءه ثابتاً وسط تغير أعراضه.
ثم يأتى لوك بفكرة جديدة حول الجوهر، إذ يذهب إلى أن الجوهر سواء كان مادياً أو روحياً من طبيعة واحدة، فالجوهر المادى هو جماع الصفات الحسية والخصائص والصفات الأولية والثانوية، والجوهر الروحى أيضاً هو جماع الأحوال النفسية والعمليات الذهنية (43). صحيح أن الجوهر المادى والجوهر الروحى مختلفان في طبيعتهما ومضمونهما، إلا أن الذهن يتوصل إليهما عن طريق نفس العملية الذهنية التي تلحق أحوالاً، مادية أو نفسية، بشئ ثابت يشكل لها الدعامة والقوام. وليس معنى هذا أن لوك يعتقد في وجود الجوهر بل هو يحلل مجرد أفكارنا عنه. والحقيقة أن توحيد لوك للجوهر المادى والروحى على أساس العمليات الذهنية التي تنتج كل منهما شبيه بنظرية سبينوزا في الجوهر، والذي ذهب إلى أن هناك جوهر واحد في الكون ذو طبيعة مزدوجة، مادية وروحية في نفس الوقت، وإلى أن الجوهر إذا نظرنا إليه من ناحية صفاته المادية ظهر على أنه جوهر مادى، وإذا نظرنا إليه من ناحية صفاته الفكرية ظهر أنه جوهر فكرى أو روحى، وإلى أن الجوهر الواحد يحمل صفات الفكر والامتداد في نفس الوقت. كل الفرق بين لوك وسبينوزا أن لوك يعتبر الجوهر واحداً من منطلق وحدة العمليات الذهنية التي تنتجه، في حين أن سبينوزا يعتبر الجوهر واحداً من حيث المضمون والوضع الأنطولوجى. كما أن لوك ينتهى إلى اعتبار الجوهر مجرد فكرة عقلية ناجمة عن عمليات ذهنية في حين يعتبره سبينوزا حقيقياً وليس مجرد نتاج للذهن. لكن وراء كل هذه الاختلافات نكتشف أن لوك وسبينوزا قد وحدا بين الجوهر المادى والجوهر الفكرى أو الروحى، الأول عن طريق وحدة العمليات الذهنية التي تنتج الجوهر المادى والجوهر الروحى معاً، والثانى عن طريق توحيد صفات الامتداد والفكر في جوهر واحد. والاختلاف الأساسى بينهما أن لوك يعتبر الجوهر مجرد فكرة
أو ظاهرة إبستمولوجية في العقل البشرى، في حين يعتبره لوك وجوداً أنطولوجياً وليس مجرد نتاج للتفكير.

## مراتب المعرفة وحدودها
يذهب لوك إلى أن العقل البشرى يستطيع الوصول إلى الصدق والحقيقة في معارفه، ولذلك فهو يرفض وجهة النظر الشكية رفضاً تاماً. والحقيقة أن مذهبه التجريبى كان يمكن أن يؤدى به إلى نزعة شكية، مثلما هو الحال عند هيوم، وذلك من منطلق أن كل معرفة تأخذ نقطة انطلاقها من الحواس والإدراكات الحسية معرضة للشك. لكن نفس المنطلق التجريبى الذي أدى ببعض المذاهب الفلسفية إلى الشك مثل مذاهب الشك اليونانية كمذهب زينون الإيلى والمذهب الشكى الحديث لدى هيوم، يؤدى لدى لوك إلى القطع بيقين وصحة المعرفة الإنسانية.
وتنقسم المعرفة عند لوك حسب طبيعتها ودرجة اليقين فيها إلى معرفة حدسية intuitionist ومعرفة استدلالية demonstrative(44). والمعرفة الحدسية عنده أكثر يقينية وصدقاً من المعرفة الاستدلالية. وهذا الرأى غريب بعض الشئ، ذلك لأن لوك يرفض فيه أن تكون المعرفة القائمة على مبادئ عقلية مجردة تستخدمها في براهين للوصول إلى الصدق ذات أولوية أو أفضلية على المعرفة الحدسية، ذلك لأنه يرفض نظرية الأفكار الفطرية منذ البداية، ويرفض فكرة أن يكون لدى العقل البشرى مبادئ قبلية يتوصل بها إلى حقائق بالاستدلال والبرهان. ولذلك لا ينتمى لوك إلى فئة الفلاسفة العقليين الذين يعطون الأولوية للمعرفة الاستدلالية من مبادئ عقلية، وينضم إلى فئة التجريبيين. ويبدو لأول وهلة أن إعطاء لوك الأولوية للمعرفة الحدسية متناقض مع مذهبه التجريبى، ذلك لأن رده كل المعرفة البشرية إلى الخبرة التجريبية يجعل قوله بأولوية المعرفة الحدسية متناقضاً، وهو تناقض ينشأ عن الاعتقاد في أن الحدس الذي يقصده لوك هو فعل روحى خالص متحرر من أي خبرة تجريبية. لكن مفهوم لوك عن الحدس مختلف تماماً عن أي معنى عقلى أو مثالى للحدس، فالحدس عنده تجريبى تماماً؛ إذ هو قوة في الذهن يستطيع بها إدراك الحقيقة تماماً كما تدرك الحواس الأشياء (45)، ولذلك فهو في نفس مرتبة الإدراك الحسى. وإذا كان الإدراك الحسى هو الفعل الذي تقوم به الحواس، فإن الحدس هو الفعل الذي يقوم به العقل، وهذا الحدس هو نوع من الإدراك الحسى الخاص بالعقل. وعلى الرغم من أن هذا الحدس غير حسى، إلا أنه مثل الرؤية الحسية تماماً، فهو مباشر وغير متوسط، وفيه لا ينشغل العقل بإثبات
أو فحص أي شئ برهانياً، بل يدرك الحقيقة مثلما تتلقى العين الضوء بمجرد أن تتوجه إليه. وما يجعل لوك يعطى الأولوية للحدس أن كل برهان أو استدلال في الدرجة الثانية من المعرفة وهي المعرفة الاستدلالية تعتمد على حدس مباشر وواضح، إذ تبدأ بهذا الحدس صانعة منه كل العلاقات والارتباطات بين الأفكار.
ويرفض لوك أن تكون المعرفة سائرة في طريقها بالطريقة المنطقية (46)، ذلك لأن شكل القياس المكون من البدء بمقدمات والوصول منها إلى نتائج تلزم عنها ليس هو طريقة التفكير التي يتبعها العقل في معرفته، بل هو مجرد تحليل منطقى للمعرفة الإنسانية ولا يبين لنا كيفية التفكير. ولا يقلل لوك من شأن المنطق أو البرهان الرياضى، لكنه يعتبرهما أسلوباً تحليلياً يأتى لتحليل ما تحصل عليه العقل من معرفة بعد عملية تفكير لا تسير هي ذاتها بهذه الطريقة، بل تسير على طريقة الحدس المباشر. والحدس عند لوك ليس حدساً بالماهيات والكليات والمبادئ الأولى والحقائق الثابتة مثل الحدس عند ديكارت وغيره من العقليين، بل هو حدس من طابع حسى تماماً، ذلك لأنه يتمثل في إدراك عقلى مباشر للعلاقة بين الأفكار التي ترجع إلى الإدراك الحسى (47). ومعنى هذا أن الحدس الذي يقصده لوك هو حدس بالعلاقة بين الإدراكات الحسية. صحيح أن ملكة الإدراك الحسى
لا تحتوى على حدس بالعلاقات بين الإدراكات لأنها مجرد ملكة متلقية للاحساسات، إلا أن هناك ملكة أخرى هي الفهم الإنسانى والتي تدرك العلاقات عن طريق حدس حسى.
والمعرفة عند لوك ليست سوى إدراك للعلاقات بين الأفكار، واتفاقها أو اختلافها عن بعضها البعض. وهو يذهب إلى أن كون العقل يحتوى على أفكار لا يعنى أنه يحتوى على معرفة، ذلك لأنه طالما لم يربط العقل بينها ويعرف العلاقات التي تربطها واختلافها أو اتفاقها مع بعضها فهذا معناه أنه ليست لديه معرفة (48). وبذلك تكون حصيلة العقل من الأفكار أكبر من حصيلته من المعرفة، فالأخيرة محدودة للغاية بالنسبة لحصيلة الأفكار.
والصدق عند لوك هو اتفاق أفكار العقل عن الإدراكات الحسية، واتفاقها فيما بينها، بحيث تكون الفكرة الصادقة هي المتفقة مع الإدراك الحسى أولاً، وهذا هو التفسير التجريبى لقانون الهوية، وهي المتفقة مع ذاتها دون أن تتناقض مع أفكار العقل الأخرى، وهذا هو التفسير التجريبى لقانون عدم التناقض. والمعرفة عند لوك محدودة واحتمالية. فهى محدودة لأنها لا تستطيع أن تتجاوز مجال الخبرة التجريبية ومقيدة بها، واحتمالية لأن العلاقات التي يقيمها العقل بين الأفكار ليس شرطاً فيها أن تكون حاضرة للخبرة التجريبية، ذلك لأن علم مثل الهندسة يتوصل إلى قوانين لا يشاهدها مباشرة في إدراك حسى بل هي مجرد علاقات بين الأفكار المكانية الرياضية، وكل ما يتوصل إليه العقل من علاقات بين الأفكار احتمالى وليس يقينياً تماماً (49). والغريب أن يأتى لوك بهذا الرأى الذي يرفض أن يلحق بالرياضيات اليقين التام، بعكس كل الفلاسفة من قبله والذين نظروا إلى الرياضيات على أنها تتمتع بأقصى درجات اليقين، ويرجع السبب في ذلك إلى أن اليقين عند لوك يجب أن يكون مرتبطاً بإدراك حسى، وإذا لم يكن مرتبطاً به فهو احتمالى. فالرياضيات تتوصل إلى مفاهيم عن الأعداد المتناهية في الصغر والكسور والأعداد المتناهية في الكبر، وهذه المفاهيم احتمالية لأن مدلولاتها لا تخضع للخبرة التجريبية. ومصدر اليقين في الرياضيات لا يأتى من اتفاقها مع الخبرة، بل يأتى من منهجها البرهانى الدقيق الذي يعتمد على الحدس الحسى. ولأن الرياضيات تعتمد على الحدس الحسى فهى من هذه الناحية يقينية تماماً. والرياضيات تفكير حول العلاقات بين أفكارنا البسيطة حول الأجسام، وهي كلها علاقات مكانية. ونستطيع أن نتوصل في الرياضيات إلى نتائج يقينية على صلة حقيقية بالواقع نظراً لأن الرياضيات معتمدة حصرياً على أفكار بسيطة، لكن ليست كل نتائج الرياضيات واستنباطاتها مما يمكن أن ينطبق على الواقع الحسى المدرك، إذ تظل صحيحة باعتبارها وصفاً لعلاقات ضرورية بين أفكارنا، وليس شرطاً لازماً أن تكون العلاقات الرياضية موجودة في الواقع. وهكذا أدخل لوك تمييزاً في الرياضيات بين الطابع اليقينى والحتمى لنتائجها ونظرياتها والطابع الاحتمالى لتحقق نتائجها في الواقع. والغريب والمدهش حقاً أن يجد لوك قرابة بين طبيعة الرياضيات هذه والأخلاق، ذلك لأن علم الأخلاق عنده هو الآخر علم نظرى يعتمد حصرياً على أفكار بسيطة، ومن هنا طابعه التجريبى الواقعى، لكنه من جهة أخرى يقيم علاقات، في صورة معايير ومبادئ أخلاقية صحيحة في ذاتها لكن صحتها هذه لا تجعلها حتمية التحقق في الواقع.
أما الوجود الحقيقى فلا يقصد به لوك الوجود الفعلى الواقعى مثل وجود الأشياء المادية، بل يقصد به الوجود الضرورى الذي تحتويه كل معرفة، وهو ثلاثة أنواع: وجود النفس، والإله، والعالم. وجود النفس نعرفه بالحدس، الذي هو عند لوك نوع من الإدراك العقلى أو الذهنى المباشر
لا الإدراك الحسى، ذلك لأننا لا نجد النفس من بين أشياء العالم المادى بل نشعر بها فقط وتكون لدينا عنها فكرة بسيطة. أما معرفة الإله فهى معرفة برهانية استدلالية، إذ نعرف وجود الإله من ملاحظتنا للترتيب والنظام في الطبيعة متوصلين بذلك استدلالياً إلى ضرورة وجود كائن وضع هذا النظام والترتيب. أما وجود العالم فهو معرفة حسية، إذ نعرف وجوده بما نتلقاه من إحساسات بأشيائه المختلفة.

## وصلات خارجية
- جون لوك على موقع الموسوعة البريطانية (الإنجليزية)
- جون لوك على موقع إن إن دي بي (الإنجليزية)
- مؤلفات جون لوك في مشروع غوتنبرغ
- أعمال أو نبذة عن جون لوك على أرشيف الإنترنت
- أعمال جون لوك في ليبري فوكس